# Batalha de Monte Cassino
A Batalha de Monte Cassino (também conhecida como a Batalha por Roma ou Batalha por Cassino) foi uma série de quatro duras batalhas dos Aliados contra a Linha de inverno na Itália, mantida pelas Potências do Eixo durante a Campanha da Itália na Segunda Guerra Mundial. A intenção era um avanço em direção a Roma.
No início de 1944, a metade ocidental da Linha de inverno estava sendo ancorada pelos alemães que dominavam os vales dos rios Rapido-Gari, Liri e Garigliano e alguns dos picos e serras circundantes. Juntos, esses recursos formavam a Linha Gustav. Monte Cassino, uma abadia histórica fundada em 529 por Bento de Núrsia, dominava a cidade vizinha de Cassino e as entradas para o Liri e vales do Rapido. Situada em uma zona histórica protegida, ela havia sido deixada desocupada pelos alemães, embora eles tivessem se instalado em algumas posições defensivas nas encostas íngremes abaixo das muralhas da abadia.
Repetidos ataques pontuais de artilharia contra as tropas aliadas fizeram com que seus líderes concluíssem que a abadia estava sendo usada pelos alemães como um posto de observação, no mínimo. Os medos aumentaram junto com as baixas e, apesar da falta de evidências claras, foram marcados para a destruição. Em 15 de fevereiro, bombardeiros americanos lançaram 1 400 toneladas de explosivos, causando danos generalizados. O ataque não conseguiu atingir seu objetivo, uma vez que os paraquedistas alemães ocuparam os escombros e estabeleceram excelentes posições defensivas entre as ruínas.
Entre 17 de janeiro e 18 de maio, Monte Cassino e as defesas Gustav foram agredidas quatro vezes por tropas aliadas. Em 16 de maio, soldados do II Corpo polonês lançaram uma das batalhas finais à posição defensiva alemã como parte de um ataque de vinte divisões ao longo de uma frente de 32 quilômetros. Em 18 de maio, uma bandeira polonesa seguida pela britânica foi erguida sobre as ruínas. Após esta vitória dos Aliados, a linha alemã Senger desmoronou em 25 de maio. Os defensores alemães foram finalmente expulsos de suas posições, mas a um alto custo. A captura de Monte Cassino resultou em 55 000 baixas aliadas, com perdas alemãs sendo muito menos, estimadas em cerca de 20 000 mortos e feridos.

## Contexto
Os desembarques aliados na Itália em setembro de 1943 por dois exércitos aliados, ocorridos logo depois dos desembarques aliados na Sicília em julho, comandados pelo general Harold Alexander, comandante em chefe do 15.º Grupo de Exércitos (mais tarde renomeados de Exércitos Aliados na Itália), foram seguidos por um avanço em direção ao norte em duas frentes, uma de cada lado da cordilheira central que forma a "espinha dorsal" da Itália.
Na frente ocidental, o 5.º Exército americano, comandado pelo tenente-general Mark W. Clark, que havia sofrido baixas muito pesadas durante o desembarque principal em Salerno (codinome Operação Avalanche) em setembro, moveu-se da base principal de Nápoles sempre no sentido norte; e na frente oriental, o 8.º Exército britânico, comandado pelo general Bernard Montgomery, avançou pela costa do Adriático.
O 5.º Exército de Clark fez um progresso lento em face do terreno difícil, do clima úmido e das fortificadas defesas alemãs. Os alemães lutavam protegidos por uma série de posições preparadas de maneira a infligir dano máximo, depois recuavam enquanto ganhavam tempo para a construção das posições defensivas da Linha de inverno ao sul da capital italiana de Roma. As estimativas originais de que Roma cairia em outubro de 1943 mostraram-se otimistas demais.
Embora no leste a linha defensiva alemã tenha sido rompida pela frente do Adriático do 8.º Exército de Montgomery e Ortona tenha sido capturada pela 1.ª Divisão canadense, o avanço foi interrompido com o início das nevascas de inverno no final de dezembro, tornando impossível o apoio aéreo e a movimentação pelos terrenos irregulares. A rota para Roma a partir do leste usando a Rota 5 foi assim excluída como uma opção viável, deixando as rotas de Nápoles para Roma, pelas rodovias 6 e 7, como as únicas possibilidades; a rodovia 7 (a antiga Via Ápia romana) seguia ao longo da costa oeste, mas ao sul de Roma, seguia para os pântanos de Pontine, que os alemães haviam inundado.
A rodovia 6 passava pelo vale do Liri, dominada em sua entrada sul pela colina acidentada de Monte Cassino, acima da cidade de Cassino. O excelente ponto de observação do alto dos picos de várias colinas permitia que os defensores alemães detectassem o movimento dos aliados e direcionassem seu fogo de artilharia com alta precisão, impedindo qualquer avanço para o norte. Atravessando a linha aliada, estava o rio Rapido, que nasce nas montanhas centrais dos Apeninos, corre através de Cassino (juntando-se ao rio Gari, erroneamente identificado como Rapido) e atravessa a entrada do vale do Liri. Lá o rio Liri se junta ao Gari para formar o rio Garigliano, que continua até o mar.
Com suas defesas montanhosas altamente fortificadas, travessias difíceis dos rios e cabeça de vale inundada pelos alemães, Cassino formava no eixo da Linha Gustav, a linha mais formidável das posições defensivas que compõem a Linha de Inverno.
Apesar de sua excelência potencial como um posto de observação, por causa do significado histórico da abadia beneditina do século XIV, o comandante em chefe alemão na Itália, General-marechal de campo Albert Kesselring, ordenou que as unidades alemãs não a incluíssem em suas posições defensivas e informou o Vaticano e os Aliados em dezembro de 1943.

## Primeira batalha

### Planos e preparação

Primeira batalha: Plano de ataque

O plano do comandante do 5.º Exército, tenente-general Clark, era para o X Corpo britânico, sob o comando do tenente-general Richard McCreery, à esquerda de uma frente de trinta quilômetros, atacasse em 17 de janeiro de 1944, o outro lado do rio Garigliano, próximo à costa (5.ª e 56.ª Divisões de Infantaria). A 46.ª Divisão de Infantaria britânica atacaria na noite de 19 de janeiro, cruzando o rio Garigliano, abaixo de sua confluência com o Liri, apoiando o ataque principal do II Corpo dos Estados Unidos, sob o comando do major-general Geoffrey Keyes, à direita. A principal investida central do II Corpo dos Estados Unidos teria início em 20 de janeiro, com a 36.ª Divisão de Infantaria dos Estados Unidos (Texas) realizando um ataque através da jusante do grande e fundo rio Gari, a 8 km da cidade de Cassino. Simultaneamente, o Corpo Expedicionário Francês (CEF), sob o comando do general Alphonse Juin, continuaria com seu "gancho de direita" em direção ao Monte Cairo, a articulação das linhas defensivas Gustav e Hitler. Na verdade, Clark não acreditava que houvesse muita chance de um avanço inicial, mas ele sentiu que os ataques tirariam as reservas alemãs da área de Roma a tempo para o ataque a Anzio (codinome Operação Shingle) onde o VI Corpo dos Estados Unidos (1.ª britânica e 3.ª Divisão de Infantaria americana, o 504.ª Equipe de Combate Regimental de Paraquedas, United States Army Rangers e Comandos britânicos, Comando de Combate 'B' da 1.ª Divisão Blindada dos Estados Unidos, juntamente com unidades de apoio) sob o comando do major-general John P. Lucas deveria fazer um desembarque anfíbio em 22 de janeiro. Esperava-se que o desembarque de Anzio, com o benefício da surpresa e um rápido deslocamento para o interior das Colinas Albanas, que comandam as rotas 6 e 7, ameaçaria tanto a retaguarda dos defensores da Linha Gustav, quanto seus suprimentos, podendo desestabilizar os comandantes alemães e levá-los a retirar-se da Linha Gustav para as posições ao norte de Roma. Embora isso fosse coerente com as táticas alemãs dos três meses anteriores, a inteligência aliada não havia entendido que a estratégia de combater a retirada era apenas para dar tempo de preparar a Linha Gustav, onde os alemães pretendiam se manter firmes. A avaliação da inteligência dos prospectos aliados foi, portanto, otimista demais.
O 5.º Exército só alcançou a Linha Gustav em 15 de janeiro, tendo sofrido seis semanas de pesados combates através das posições da Linha Bernhardt, durante os quais sofreram 16 000 baixas. Eles mal tiveram tempo de preparar o novo ataque, muito menos de descansar e se reorganizar, algo que realmente precisavam depois de três meses de guerra de exaustão ao norte de Nápoles. No entanto, como os Chefes de Estado-Maior Combinados aliados só disponibilizariam as embarcações de desembarque no início de fevereiro, necessárias para a Operação Overlord, a invasão aliada do norte da França, a Operação Shingle teria de ocorrer no final de janeiro com o ataque coordenado da Linha Gustav uns três dias mais cedo do que o programado.

### Primeiro assalto: X Corpo à esquerda, 17 de janeiro

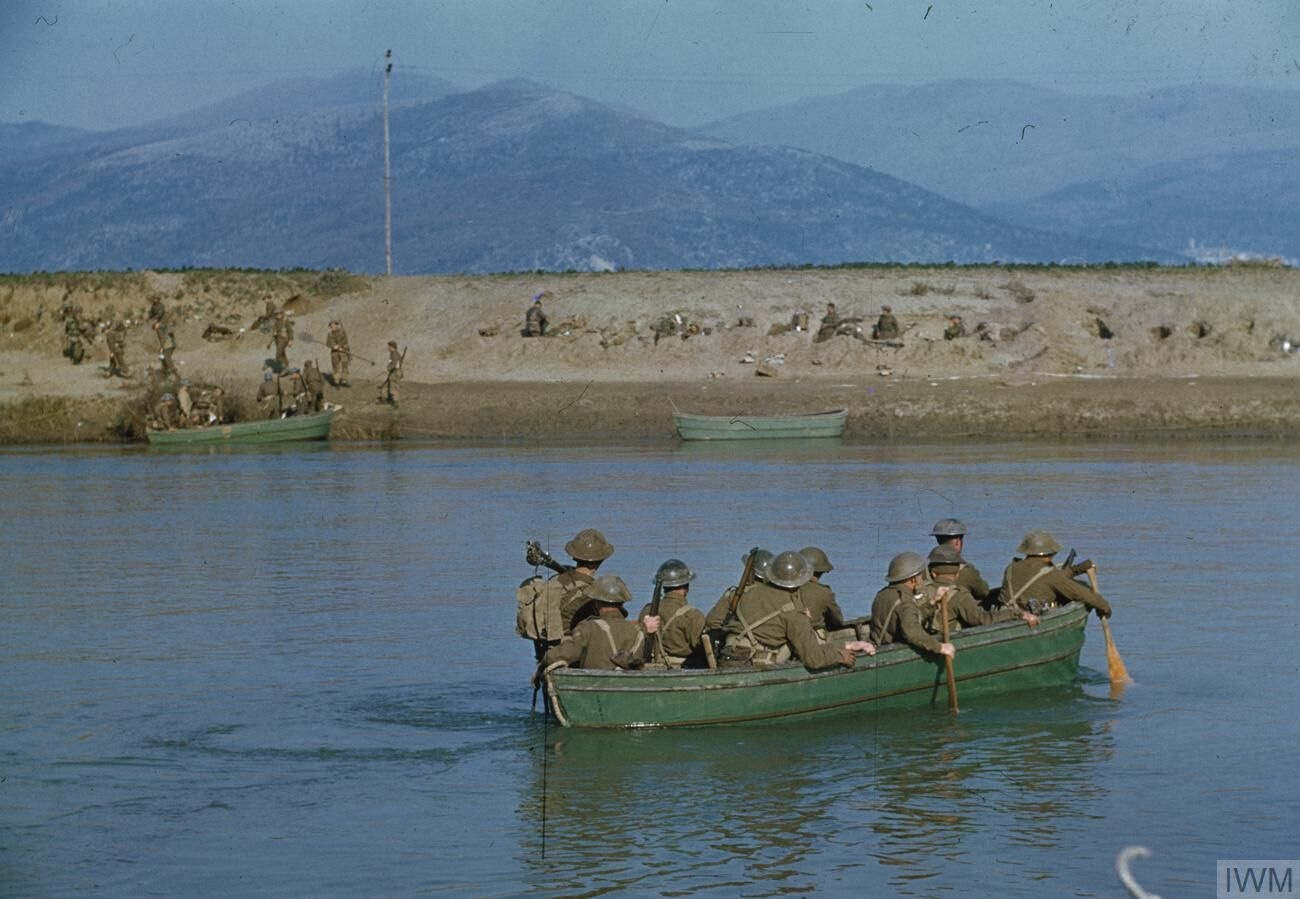
Os Engenheiros Reais britânicos da 46.ª Divisão de Infantaria cruzam o rio Garigliano em 19 de janeiro de 1944

O primeiro ataque foi realizado em 17 de janeiro. Perto da costa, o X Corpo britânico (56.ª e 5.ª Divisões) forçou a travessia do rio Garigliano (seguido dois dias depois pela 46.ª Divisão britânica à sua direita) causando no general Fridolin von Senger und Etterlin, comandante do XIV Corpo Panzer alemão e responsável pelas defesas na metade sudoeste da Linha Gustav, uma certa preocupação com a capacidade da 94.ª Divisão de Infantaria alemã em manter a linha. Respondendo às preocupações de Senger, Kesselring ordenou que a 29.ª e a 90.ª Divisões de Infantaria da área de Roma fornecessem reforço. Na prática, o Quartel General do 5.º Exército falhou em apreciar a fragilidade da posição alemã e o plano permaneceu inalterado. As duas divisões de Roma chegaram em 21 de janeiro e estabilizaram a posição alemã no sul. Em um aspecto, no entanto, o plano estava funcionando, pois as forças reservas de Kesselring haviam sido retiradas de Roma e levadas para o sul. As três divisões do X Corpo sob o comando do tenente-general McCreery sofreram cerca de 4 000 baixas durante o período da primeira batalha.

### Ataque principal: II Corpo no centro, 20 de janeiro

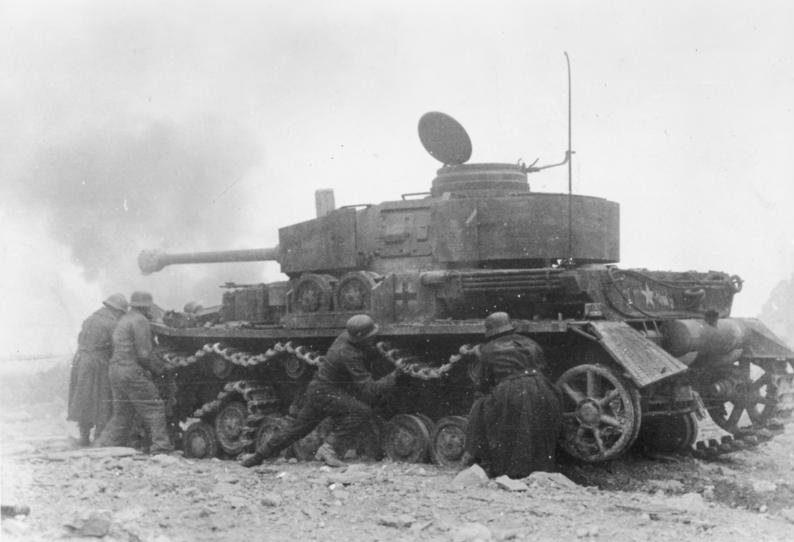
Uma equipe alemã tenta restaurar a mobilidade de seu Panzer IV após o dano de batalha infligido durante o combate

O avanço central da 36.ª Divisão dos Estados Unidos, sob o comando do major-general Fred L. Walker, começou três horas após o pôr do sol em 20 de janeiro. A falta de tempo para se preparar significava que a aproximação ao rio ainda era perigosa devido a minas e armadilhas não retiradas e o fato de que uma travessia de rio carecia de um planejamento altamente técnico e de ensaios necessários. Embora um batalhão do 143.º Regimento de Infantaria tenha conseguido atravessar o rio Gari, no lado sul de San Angelo, e duas companhias do 141.º Regimento de Infantaria, no lado norte, eles ficaram isolados a maior parte do tempo e em nenhum momento os blindados aliados foram capazes de atravessar o rio, deixando-os altamente vulneráveis a tanques de contra-ataque e armas de autopropulsão da 15.ª Divisão Panzergrenadier do Generalleutnant Eberhard Rodt. O grupo sul foi forçado a atravessar o rio no meio da manhã de 21 de janeiro. O major-general Keyes, comandando o Corpo dos Estados Unidos II, pressionou o major-general Walker a renovar o ataque imediatamente. Mais uma vez, os dois regimentos atacaram, mas sem mais sucesso, contra a bem posicionada 15.ª Divisão Panzergrenadier: o 143.º Regimento de Infantaria conseguiu o equivalente a dois batalhões, mas, mais uma vez, não havia apoio blindado e ficaram vulneráveis quando a luz do dia chegou. No dia seguinte, o 141.º Regimento de Infantaria também passou por dois batalhões e, apesar da falta de apoio blindado, conseguiu avançar 1 quilômetro. No entanto, com a chegada da luz do dia, eles também foram abatidos e, na noite de 22 de janeiro, o 141.º Regimento de Infantaria praticamente deixou de existir; apenas 40 homens voltaram às linhas aliadas.
Rick Atkinson descreveu a intensa resistência alemã:
Artilharia e Nebelwerfer bombardearam metodicamente as duas cabeças de ponte, enquanto metralhadoras abriam fogo a cada som ... Os soldados eram incitados a avançar, procurando não tropeçar nos cabos de acionamento das minas terrestres enquanto ouvem as tropas alemãs recarregarem suas armas ... ficar de pé ou mesmo ajoelhar-se era morrer ... Em média, os soldados feridos no rio Rapido receberam "tratamento definitivo" nove horas e quarenta e um minutos depois de serem atingidos, um estudo médico mais tarde revelou ... "
O ataque foi um fracasso que custou caro, com a 36.ª Divisão perdendo 2 100 homens, entre mortos, feridos e desaparecidos em 48 horas. Como resultado, a condução do exército dessa batalha tornou-se objeto de uma investigação do Congresso dos Estados Unidos após a guerra.

### II Corpo de Exército tenta alcançar o norte de Cassino: 24 de janeiro

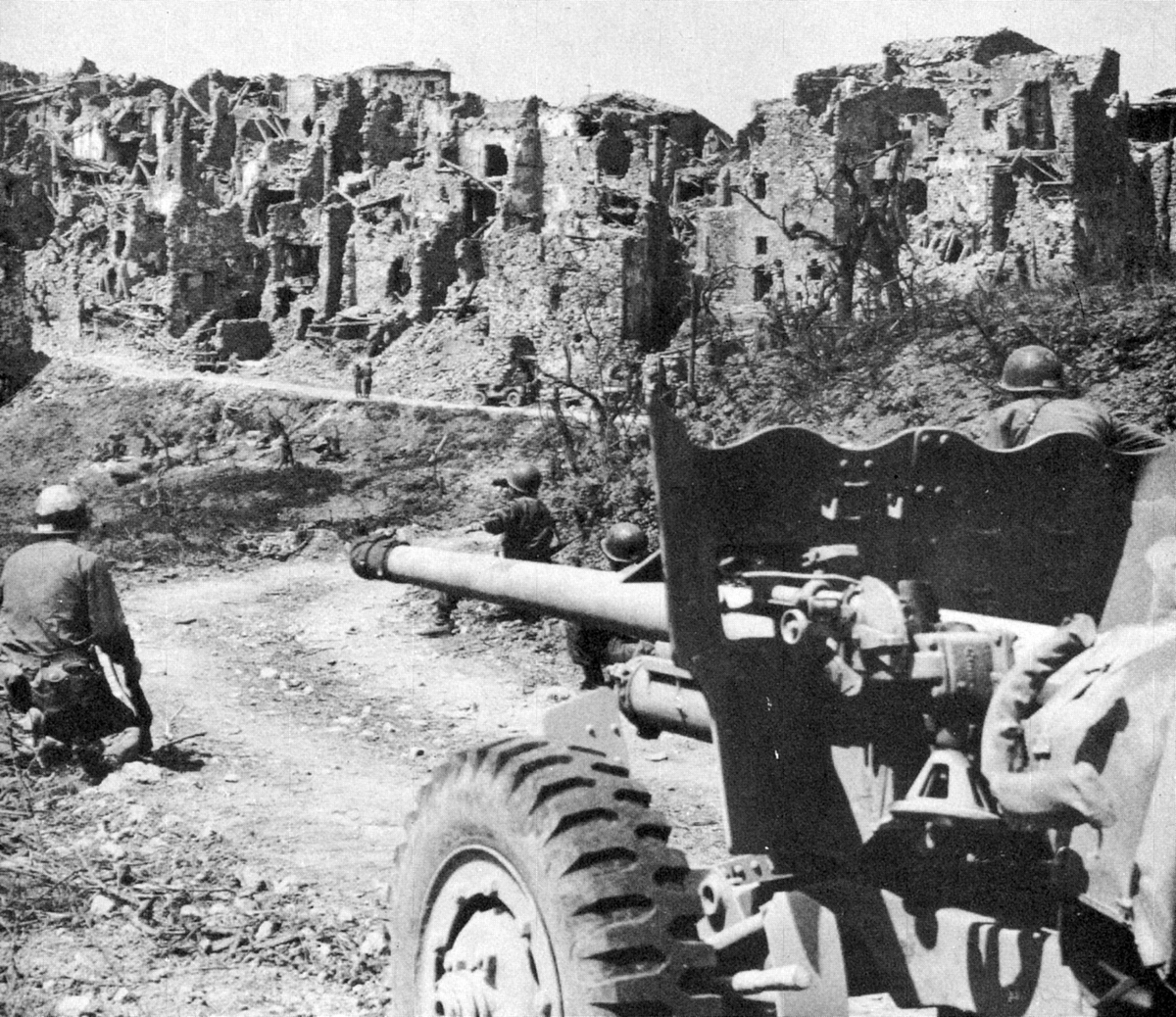
Soldados norte-americanos com uma arma antitanque M-1 de 57 mm lutando perto de Monte Cassino durante o ataque inicial

O próximo ataque foi lançado em 24 de janeiro. O II Corpo de Exército dos Estados Unidos, com a 34.ª Divisão de Infantaria sob o comando do general Charles W. Ryder, liderando o ataque, e as tropas coloniais francesas em seu flanco direito, lançou um ataque através do vale inundado de rio Rapido, ao norte de Cassino, e das montanhas atrás, com a intenção de depois virar à esquerda e atacar o Monte Cassino a partir de terreno elevado. Embora a tarefa de atravessar o rio fosse mais fácil, pois o Rapido a montante de Cassino era calmo, as inundações dificultaram muito a movimentação nas aproximações de cada lado. Em particular, os blindados só podiam se mover por caminhos assentados com esteiras de aço e foram necessários oito dias de combates sangrentos pelo solo alagado para que a 34.ª Divisão conseguisse fazer recuar a 44.ª Divisão de Infantaria alemã do General Friedrich Franek, a fim de estabelecer um ponto de apoio nas montanhas.

### O Corpo de Exército francês no flanco direito estaciona
À direita, as tropas franco-marroquinas fizeram um bom progresso inicial contra a 5.ª Divisão de Montanha alemã, comandada pelo general Julius Ringel, conquistando posições nas encostas de seu principal objetivo, o Monte Cifalco. As unidades avançadas da 3.ª Divisão de Infantaria da Argélia também contornaram o Monte Cifalco para capturar o Monte Belvedere e Colle Abate. O general Juin estava convencido de que Cassino poderia ser contornado e as defesas alemãs desviadas por essa rota norte, mas seu pedido de reservas para manter o impulso de seu avanço foi recusado e o único regimento de reserva disponível (da 36.ª Divisão) foi enviado para reforçar a 34.ª Divisão. Em 31 de janeiro, os franceses haviam estacionado no Monte Cifalco, que tinha uma visão clara dos flancos e linhas de suprimentos franceses e norte-americanos, ainda em mãos alemãs. As duas divisões franco-marroquinas sofreram 2 500 baixas em suas lutas em torno do Colle Belvedere.

### II Corpo de Exército nas montanhas ao norte de Cassino

Primeira Batalha: Setor Norte, de 24 de janeiro a 11 de fevereiro de 1944

Tornou-se tarefa da 34.ª Divisão dos Estados Unidos (à qual se juntou temporariamente o 142.º Regimento de Infantaria da 36.ª Divisão, mantida em reserva e não utilizada durante a travessia do rio Rapido) combater se movimentando para o sul ao longo dos morros em direção à cordilheira, em cuja extremidade sul, situava-se o Monte Cassino. Eles poderiam então penetrar no vale do rio Liri, atrás das defesas da Linha Gustav. Era muito difícil: as montanhas eram rochosas e cortadas por barrancos e valas. Cavar trincheiras no chão rochoso estava fora de questão e cada elemento ficaria exposto ao fogo da artilharia dos pontos altos circundantes. As ravinas não eram locais melhores, pois o tojo que aí crescia, longe de dar cobertura, tinha sido semeado com minas, armadilhas e arame farpado escondido pelos defensores. Os alemães tiveram três meses para preparar suas posições defensivas usando dinamite e para armazenar munições e estoques. Não havia abrigo natural e o tempo estava úmido e frio.
No início de fevereiro, a infantaria americana havia capturado um ponto estratégico perto do vilarejo de San Onofrio, a menos de 1,6 km da abadia e, em 7 de fevereiro, um batalhão alcançara o ponto 445, uma colina de topo redondo, logo abaixo da abadia, a não mais que 370 m de distância. Um esquadrão americano conseguiu um reconhecimento contra as muralhas da abadia, com os monges observando as patrulhas alemãs e americanas trocando tiros. No entanto, as tentativas de tomar o Monte Cassino foram interrompidas por intensas rajadas de metralhadora vindas das encostas abaixo da abadia. Apesar da luta feroz, a 34.ª Divisão nunca conseguiu os redutos finais na Colina 593 (conhecida pelos alemães como Monte do Calvário). Foram detidos pelo 3.º Batalhão do 2.º Regimento de Paraquedistas, parte da 1.ª Divisão de Paraquedistas, posicionados no ponto dominante da região, a Colina da Abadia.

### Consequência
Em 11 de fevereiro, após um ataque final de três dias, sem sucesso, na Colina da Abadia e na cidade de Cassino, os americanos se retiraram. O II Corpo de Exército dos Estados Unidos, após duas semanas e meia de batalha, estava esgotado. O desempenho da 34.ª Divisão nas montanhas é considerado um dos melhores feitos de armas realizados por qualquer soldado durante a guerra. Em troca, eles sofreram perdas de cerca de 80% nos batalhões de infantaria, cerca de 2 200 baixas.
No auge da batalha, nos primeiros dias de fevereiro, von Senger und Etterlin moveu a 90.ª Divisão da frente do rio Garigliano para o norte de Cassino e ficou tão alarmado com o ritmo dos combates que ele "... com todo o peso da minha autoridade venho solicitar que a Batalha de Cassino seja interrompida e que ocupemos uma linha bastante nova ... uma posição, de fato, ao norte da ponte de Anzio ". Kesselring recusou o pedido. No momento crucial, von Senger conseguiu retirar a 71.ª Divisão de Infantaria, deixando a 15.ª Divisão Panzergrenadier (a quem eles deveriam apoiar) no lugar.
Durante a batalha, houve ocasiões em que, com um uso mais astuto das reservas, posições promissoras poderiam ter sido transformadas em movimentos decisivos. Alguns historiadores sugerem que essa falha em capitalizar o sucesso inicial pode ser atribuída à falta de experiência de Clark. No entanto, é mais provável que ele tivesse muito o que fazer, sendo responsável pelas ofensivas de Cassino e Anzio. Essa visão é apoiada pela incapacidade do major-general Lucian Truscott, comandando a 3.ª Divisão de Infantaria dos Estados Unidos, conforme relacionado abaixo, para contatá-lo para discussões em um momento vital da fuga de Anzio no momento da quarta batalha de Cassino. Enquanto o general Alexander, C-C da AAI, escolheu (por argumentos perfeitamente lógicos de coordenação) ter Cassino e Anzio sob um único comandante do exército e dividir a frente da Linha Gustav entre o Quinto Exército dos Estados Unidos e o Oitavo Exército britânico, agora comandado pelo tenente-general Oliver Leese, Kesselring escolheu criar um 14.º Exército separado sob o comando do general Eberhard von Mackensen para lutar em Anzio, deixando a linha Gustav nas mãos do 10.º Exército do general Heinrich von Vietinghoff.
As unidades americanas retiradas foram substituídas pelo Corpo da Nova Zelândia (2.ª Divisão da Nova Zelândia e 4.ª da Índia), comandada pelo tenente-general Bernard Freyberg, do Oitavo Exército da frente do Adriático.

## Segunda batalha (Operação Vingador)

Segunda batalha: plano de ataque

### Contexto
Com o VI Corpo dos Estados Unidos sob forte ameaça em Anzio, Freyberg estava sob igual pressão para iniciar uma ação de alívio em Cassino. Mais uma vez, portanto, a batalha começou sem que os atacantes estivessem totalmente preparados. Além disso, o quartel-general do Corpo de Fuzileiros não avaliou bem em colocar a 4.ª Divisão de Infantaria Indiana nas montanhas e abastecê-los nos cumes e vales ao norte de Cassino (usando mulas em 11 km) de trilhas de cabras sobre o terreno à vista do mosteiro, expostos a fogo de artilharia de precisão - daí o nome de Vale da Morte. Isso foi evidenciado nos escritos do major-general Howard Kippenberger, comandante da 2.ª Divisão da Nova Zelândia, após a guerra,
O pobre Dimoline (comandante interino da 4.ª Divisão Indiana) estava a passar um mau bocado para colocar a sua divisão em posição. Nunca imaginei verdadeiramente as dificuldades até ter sobrevoado o local depois da guerra.— Kippenberger
O plano de Freyberg era uma continuação da primeira batalha: um ataque do norte ao longo da cadeia de montanhas e um ataque do sudeste ao longo da linha ferroviária e capturar a estação ferroviária através do rio Rapido a menos de 1,6 km ao sul da cidade de Cassino. O sucesso seria a conquista da cidade de Cassino e a abertura do vale do Liri. Freyberg havia informado seus superiores que acreditava que, dadas as circunstâncias, não havia melhor do que 50% de chance de sucesso para a ofensiva.

### Destruição da abadia
Cada vez mais, as opiniões de certos oficiais aliados eram fixadas na grande abadia do Monte Cassino: em sua opinião, era a abadia - e seu uso presumido como ponto de observação de artilharia alemã - que impedia o rompimento da 'Linha Gustav'.
A imprensa britânica e C. L. Sulzberger, do The New York Times, com frequência, de forma convincente e com detalhes (geralmente fabricados), escreveram sobre postos de observação alemães e posições de artilharia dentro da abadia. O comandante-em-chefe do tenente-general das forças aéreas aliadas do Mediterrâneo, Ira C. Eaker, acompanhado pelo tenente-general Jacob L. Devers (vice-general Henry Maitland Wilson, comandante supremo aliado do Teatro Mediterrâneo) observou pessoalmente durante um sobrevoo "um mastro de rádio [...] uniformes alemães pendurados em um varal no pátio da abadia; [e] metralhadoras a 50 metros dos muros da abadia". Contra isso, Keyes também voou sobre o mosteiro várias vezes, informando ao Quinto Exército G-2 que ele não tinha visto nenhuma evidência de que os alemães estavam na abadia. Quando informado das alegações de outros de ter visto tropas inimigas lá, ele afirmou: "Eles estão olhando há tanto tempo que estão vendo coisas".
Kippenberger, do quartel-general do Corpo da Nova Zelândia, considerava que a abadia estava provavelmente a ser utilizado como o principal ponto de observação da artilharia, uma vez que estava tão perfeitamente situado para ele que nenhum exército se podia abster. Não há provas claras de que assim fosse, mas ele continuou a escrever que, de um ponto de vista militar, era irrelevante:
Se não estiver ocupada hoje, poderá ser amanhã e não parece que seria difícil para o inimigo trazer reservas para ela durante um ataque ou para que as tropas se abrigassem lá se fossem expulsas de posições externas. Era impossível pedir às tropas que invadissem uma colina encimada por um prédio intacto como este, capaz de abrigar várias centenas de infantaria em perfeita segurança contra incêndios e pronta no momento crítico para emergir e contra-atacar. ... Sem danos, era um abrigo perfeito, mas com suas janelas estreitas e perfis nivelados, uma posição de luta insatisfatória. Esmagado pelo bombardeio, haveria um monte irregular de alvenaria quebrada e destroços abertos ao fogo efetivo de armas, morteiros e aviões, além de ser uma armadilha mortal se bombardeada novamente. No geral, pensei que seria mais útil para os alemães se a deixássemos sem bombardear.

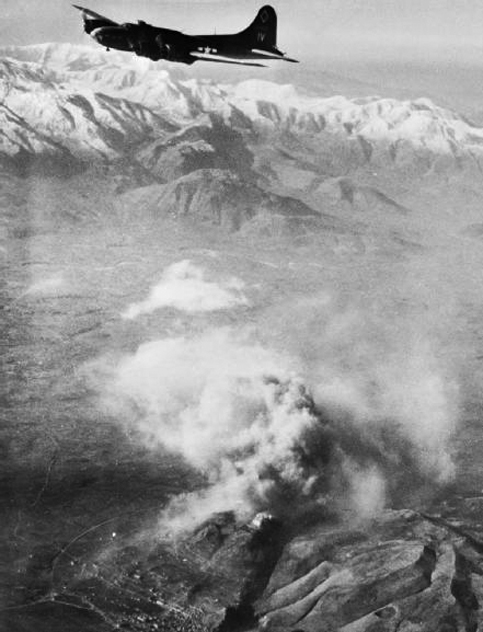
Uma Fortaleza Voadora B-17 sobre Monte Cassino, 15 de fevereiro de 1944

O major-general Francis Tuker, cuja 4.ª Divisão Indiana teria a tarefa de atacar a Colina da Abadia, fez sua própria avaliação da situação. Na ausência de informações detalhadas no quartel-general do Quinto Exército, ele encontrou um livro datado de 1879 em uma livraria de Nápoles, dando detalhes da construção da abadia. Em seu memorando para Freyberg, ele concluiu que, independentemente de a abadia estar atualmente ocupada pelos alemães, ela deveria ser demolida para impedir sua ocupação efetiva. Ele também ressaltou que, com paredes de 46 metros de altura, feitas de alvenaria com pelo menos 3,0 m de espessura, não havia meios práticos para os engenheiros de campo lidarem com o local e que o bombardeio com bombas blockbuster seria a única solução, uma vez que bombas de 1.000 libras seriam "quase inúteis". Tuker disse que não poderia ser induzido a atacar, a menos que "a guarnição fosse reduzida a uma loucura indefesa por ataques contínuos, dias e noites, por ar e artilharia".
Em 11 de fevereiro de 1944, o comandante interino da 4.ª Divisão Indiana, Brigadeiro Dimoline, solicitou um bombardeio. Tuker reiterou novamente seu estudo do caso em uma cama de hospital em Caserta, onde sofria de um grave ataque de febre tropical recorrente. Freyberg transmitiu seu pedido em 12 de fevereiro. O pedido, no entanto, foi amplamente expandido pelos planejadores da força aérea e provavelmente apoiado por Eaker e Devers, que procuraram aproveitar a oportunidade para mostrar as habilidades do poder aéreo do Exército dos Estados Unidos para apoiar operações em terra. Clark e seu chefe de gabinete, general Alfred Gruenther, continuaram não convencidos da "necessidade militar". Ao entregar a posição do II Corpo dos Estados Unidos para o Corpo da Nova Zelândia, o Brigadeiro-General J.A. Butler, vice-comandante da 34.ª Divisão dos Estados Unidos, havia dito "não sei, mas não acredito que o inimigo esteja na abadia. Todo o fogo de artilharia parte das encostas da colina abaixo do muro". Finalmente, Clark, "que não queria que a abadia fosse bombardeada", deixou o Comandante-em-Chefe dos Exércitos Aliados na Itália, Alexander, para assumir a responsabilidade: "Eu disse: 'Tu dás-me uma ordem direta e nós fazemos isso', e ele deu."
A missão de bombardeio na manhã de 15 de fevereiro de 1944 envolveu 142 bombardeiros pesados Boeing B-17 Flying Fortress, seguidos por 47 norte-americanos B-25 Mitchell e 40 bombardeiros médios Martin B-26 Marauder. Ao todo, jogaram 1 150 toneladas de explosivos e bombas incendiárias na abadia, reduzindo todo o topo do Monte Cassino a uma massa de entulho fumegante. Entre as bombas, a artilharia do II Corpo atingiu a montanha. Muitos soldados aliados e correspondentes de guerra aplaudiram ao observar o espetáculo. Eaker e Devers assistiram; ouviu-se Juin comentar "... não, eles nunca chegarão a lugar nenhum dessa maneira". Clark e Gruenther se recusaram a entrar em cena e permaneceram em sua sede. Naquela mesma tarde e no dia seguinte, um acompanhamento agressivo da artilharia e um ataque de 59 bombardeiros de combate causaram mais destruição. As posições alemãs no ponto 593 acima e atrás da abadia não foram atingidas.
Condenavelmente, o ataque aéreo não havia sido coordenado com os comandos de terra e um acompanhamento imediato da infantaria não se materializou. Seu tempo fora determinado pela Força Aérea, considerando-o uma operação separada, considerando o clima e os requisitos em outras frentes e teatros sem referência às forças terrestres. Muitas das tropas haviam assumido suas posições no II Corpo dois dias antes e, além das dificuldades nas montanhas, os preparativos no vale também foram interrompidos pelas dificuldades em fornecer às tropas recém-instaladas material suficiente para um ataque em grande escala por causa do tempo incessantemente ruim, inundações e solo alagado. Como resultado, as tropas indianas em Snake's Head foram pegas de surpresa, enquanto o Corpo da Nova Zelândia estava a dois dias de estar pronto para iniciar seu ataque principal.

### Após o bombardeio

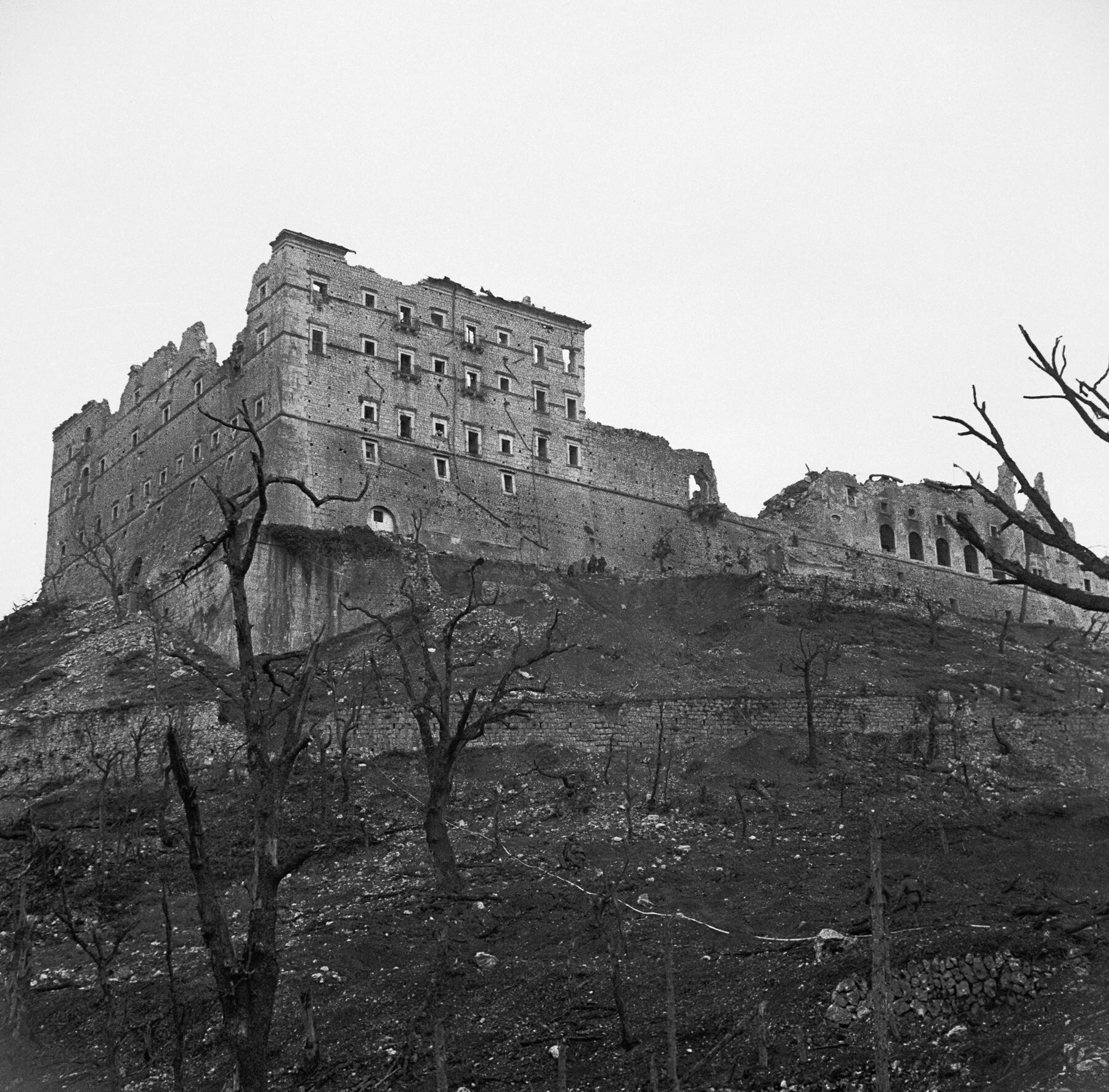
Monte Cassino em ruínas

O papa Pio XII ficou em silêncio após o bombardeio; no entanto, seu Cardeal Secretário de Estado, Luigi Maglione, declarou sem rodeios ao diplomata norte-americano no Vaticano, Harold Tittmann, que o atentado foi "um erro colossal... uma estupidez grosseira".
É certo em todas as investigações que se seguiram desde o evento que as únicas pessoas mortas na abadia pelo atentado foram 230 civis italianos que procuravam refúgio na abadia. Não há evidências de que as bombas lançadas na abadia de Monte Cassino naquele dia mataram soldados alemães. No entanto, dada a imprecisão do bombardeio naqueles dias (estimou-se que apenas 10% das bombas dos bombardeiros pesados, bombardeados a grande altitude, atingiram o mosteiro), as bombas caíram em outros lugares e mataram soldados alemães e aliados, embora isso tenha sido não intencional. De fato, dezesseis bombas atingiram o complexo do Quinto Exército em Presenzano, a 27 km de Monte Cassino, e explodiram apenas a alguns metros do trailer onde Clark estava trabalhando na papelada de sua mesa.
No dia seguinte ao bombardeio, logo ao amanhecer, a maioria dos civis ainda vivos fugiu das ruínas. Restaram apenas 40 pessoas: os seis monges que sobreviveram nas abóbadas profundas da abadia, seu abade de 79 anos, Gregorio Diamare, três famílias de agricultores, crianças órfãs ou abandonadas, os gravemente feridos e os moribundos. Após as barragens de artilharia, os novos bombardeios e os ataques contra a cordilheira pela 4.ª Divisão Indiana, os monges decidiram deixar sua casa em ruínas com os outros que poderiam se mudar às 07:30h de 17 de fevereiro. O velho abade liderava o grupo pelo caminho das mulas em direção ao vale do Liri, recitando o rosário. Depois de chegarem a um posto de primeiros socorros da Alemanha, alguns dos gravemente feridos que foram carregados pelos monges foram levados em uma ambulância militar. Depois de se encontrar com um oficial alemão, os monges foram levados ao mosteiro de Sant'Anselmo all'Aventino. Em 18 de fevereiro, o abade encontrou-se com o comandante do XIV Panzer Corps, tenente-general Fridolin von Senger und Etterlin. Um monge, Carlomanno Pellagalli, voltou para a abadia; quando ele foi visto vagando pelas ruínas, os paraquedistas alemães pensaram que ele era um fantasma. Depois de 3 de abril, ele não foi mais visto.
Sabe-se agora que os alemães tinham um acordo para não usar a abadia para fins militares. Após sua destruição, os paraquedistas da 1.ª Divisão de Paraquedistas alemã ocuparam as ruínas da abadia e a transformaram em uma fortaleza e posto de observação, que se tornou um problema sério para as forças aliadas atacantes.

### Batalha
Na noite seguinte ao bombardeio, uma companhia do 1.º Batalhão, Regimento Real de Sussex (um dos elementos britânicos da 4.ª Divisão Indiana), servindo na 7.ª Brigada de Infantaria Indiana, atacou o ponto-chave 593 de sua posição a 64 m de distância de Snakeshead Ridge. O ataque falhou, com a companhia sofrendo 50% de baixas.
Na noite seguinte, o Regimento Real de Sussex recebeu ordens de atacar. Houve um começo calamitoso. A artilharia não pôde ser usada no apoio direto ao alvo 593, devido à proximidade e ao risco de bombardear tropas amigas. Foi planejado, portanto, bombardear o ponto 575, que vinha fornecendo fogo de apoio aos defensores do ponto 593. A topografia do terreno obrigava que os projéteis disparados em 575 passariam muito baixo sobre o cume de Snakeshead e, alguns poderiam cair entre as companhias de assalto. Após a reorganização, o ataque ocorreu à meia-noite. Os combates foram brutais e muitas vezes corpo a corpo, mas a defesa alemã manteve sua posição e o batalhão de Real de Sussex foi derrotado, mais uma vez sofrendo mais de 50% de baixas. Durante as duas noites, o Regimento Real de Sussex perdeu 12 dos 15 oficiais e 162 dos 313 homens que participaram do ataque.

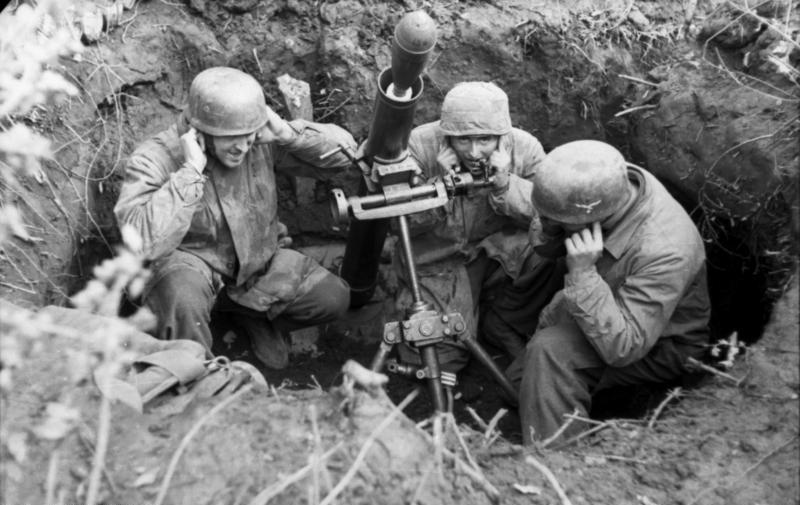
Paraquedistas alemães no Monte Cassino

Na noite de 17 de fevereiro, ocorreu o ataque principal. Os 4/6.º Rifles de Rajputana enfrentariam o ataque do ponto 593 ao longo do Snakeshead Ridge, com o esgotado Regimento Real de Sussex mantido na reserva. Os 1/9.º Rifles de Gorkha atacariam o Ponto 444. Enquanto isso, os 1/2.º Rifles de Gorkha deveriam varrer as encostas e desfiladeiros em um ataque direto à abadia. Este último estava em um terreno terrível, mas esperava-se que os Gorkhas, tão especialistas em terreno de montanha, tivessem sucesso. Isso provou ser uma esperança fraca. Mais uma vez a luta foi brutal, mas nenhum progresso foi feito e as vítimas pesadas. Os Rajputanas perderam 196 oficiais e soldados, os 1/9.º de Gorkha 149 e os 1/2.º de Gorkha, 96. Ficou claro que o ataque fracassara e, em 18 de fevereiro, Dimoline e Freyberg cancelaram os ataques na Colina da Abadia.
Na outra metade do ataque principal, as duas companhias do 28.º Batalhão Maori da Divisão da Nova Zelândia forçaram a travessia do rio Rapido e tentaram ganhar a estação ferroviária na cidade de Cassino. A intenção era tomar um perímetro que permitisse aos engenheiros construir uma estrada de acesso para o apoio blindado. Com a ajuda de uma cortina de fumaça quase constante estabelecida pela artilharia aliada que obscureceu sua localização para as baterias alemãs na Colina da Abadia, os Maori conseguiram manter suas posições durante a maior parte do dia. Seu isolamento e falta de apoio blindado e canhões antitanques, no entanto, criaram uma situação desesperadora, quando um contra-ataque blindado por dois tanques ocorreu na tarde de 18 de fevereiro. Eles receberam ordens de recuar para o rio quando ficou claro para o quartel-general que ambas as tentativas de incursão (pelas montanhas e ao longo da estrada) não teriam êxito. Os alemães ficaram muito alarmados com a captura da estação ferroviária e em uma conversa registrada entre Kesselring e von Vietinghoff, não esperavam que seu contra-ataque fosse bem-sucedido.

## Terceira batalha

Terceira Batalha: Plano de Ataque

### Planos
Para a terceira batalha, ficou decidido que, enquanto o inverno persistisse, atravessar o rio Garigliano a jusante da cidade de Cassino era uma opção pouco atraente (após as experiências infelizes nas duas primeiras batalhas). O "gancho de direita" nas montanhas também foi um fracasso dispendioso e foi decidido lançar dois ataques do norte ao longo do vale do Rapido: um em direção à cidade fortificada de Cassino e o outro em direção ao monte da abadia. A ideia era limpar o caminho através do gargalo entre esses dois recursos para permitir o acesso à estação ferroviária no sul e, assim, ao vale do Liri. A 78.ª Divisão de Infantaria britânica, que havia chegado no final de fevereiro e colocada sob o comando do Corpo da Nova Zelândia, atravessaria o rio Rapido a jusante de Cassino e iniciaria o avanço em direção a Roma.
Nenhum dos comandantes aliados estava muito satisfeito com o plano, mas esperava-se que um bombardeio preliminar sem precedentes por bombardeiros pesados provasse o trunfo. Eram necessários três dias claros de bom tempo e por vinte e um dias sucessivos o ataque foi adiado, enquanto as tropas esperavam nas posições úmidas e geladas por uma previsão do tempo favorável. A perda de Kippenberger, ferido por uma mina antipessoal e a perda dos dois pés não ajudaram nada. Ele foi substituído pelo brigadeiro Graham Parkinson; um contra-ataque alemão em Anzio falhou e foi cancelado.

### A batalha

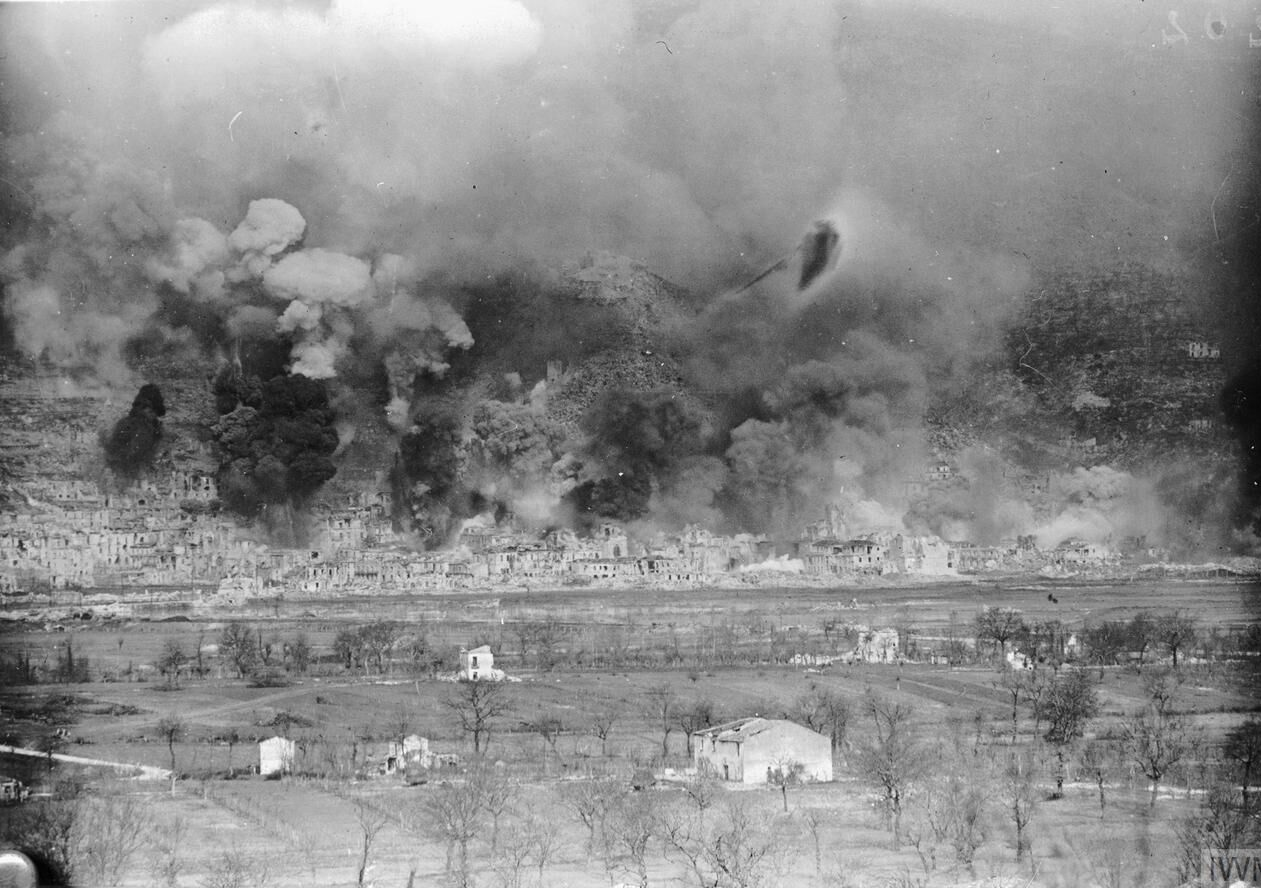
Bombardeio de 15 de março

A terceira batalha começou em 15 de março. Após um bombardeio de 750 toneladas de bombas de 1 000 libras com fusíveis de ação retardada, a partir das 08:30h e com duração de três horas e meia, os neozelandeses avançaram por trás de uma barragem de artilharia rasteira de 746 peças de artilharia. O sucesso dependia de tirar proveito do efeito paralisante do bombardeio. O bombardeio não foi concentrado - apenas 50% aterraram a uma milha ou menos do ponto alvo e 8% num raio de 1 000 metros, mas entre ele e o bombardeio cerca de metade dos 300 paraquedistas na cidade foram mortos. As defesas se reuniram mais rapidamente do que o esperado e os blindados dos Aliados foi retido por crateras de bombas. Não obstante, houve sucesso para os neozelandeses, mas quando um ataque à esquerda foi ordenado naquela noite era tarde demais: as defesas haviam se reorganizado e, mais criticamente, a chuva, ao contrário do que se previa, havia começado novamente. Torrentes de chuva inundaram crateras de bombas, transformaram escombros em um pântano e interromperam as comunicações, sendo os aparelhos de rádio incapazes de sobreviver à imersão constante. As nuvens escuras da chuva também encobriram a luz da lua, dificultando a tarefa de desobstruir as rotas através das ruínas. À direita, os neozelandeses capturaram a Castle Hill e o ponto 165 e, como planejado, elementos da 4.ª Divisão de Infantaria da Índia, agora comandada pelo major-general Alexander Galloway, passaram pelo ponto de ataque 236 e daí para o ponto 435, Hangman's Hill. Na confusão da luta, uma companhia dos 1/9.º Rifles de Gurkha havia tomado uma trilha evitando o ponto 236 e capturado o ponto 435, enquanto o ataque ao ponto 236 pelos 1/6.º Rifles de Rajputana havia sido repelido.
No final de 17 de março, os gurkhas mantinham o Hangman's Hill (ponto 435), a 250 m da abadia, em força de batalhão (embora suas linhas de suprimento estivessem comprometidas pelas posições alemãs no ponto 236 e na parte norte da cidade) e enquanto a cidade ainda era ferozmente defendida, as unidades e blindados da Nova Zelândia haviam passado pelo gargalo e capturado a estação ferroviária. No entanto, os alemães ainda foram capazes de reforçar suas tropas na cidade e estavam se mostrando hábeis em enviar franco-atiradores de volta para partes da cidade que supostamente haviam sido liberadas.

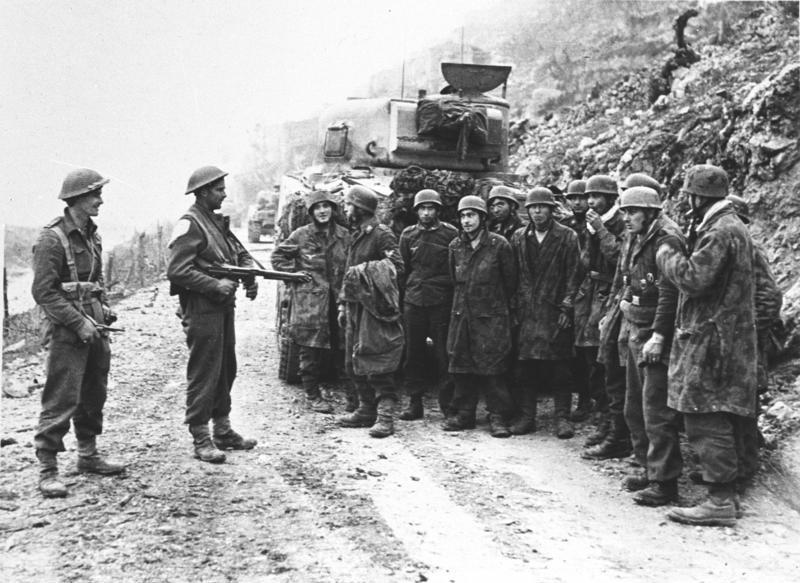
Prisioneiros alemães capturados pelas tropas da Nova Zelândia são mantidos ao lado de um tanque Sherman. Após repetidas agressões infrutíferas, a ofensiva dos Aliados foi novamente cancelada em 22 de março

O dia 19 de março foi planejado para o golpe decisivo na cidade e na abadia, incluindo um ataque surpresa de tanques do 20.º Regimento Blindado que seguiam ao longo da trilha ("Cavendish Road") do Cairo à Fazenda Albaneta (que havia sido preparada pelas unidades de engenheiros sob a cobertura da escuridão) e dali em direção à abadia. No entanto, uma surpresa e um contra-ataque ferozmente pressionado da abadia em Castle Hill pela 1.ª Divisão de Paraquedistas alemã interromperam completamente qualquer possibilidade de um ataque à abadia a partir de Castle e Hangman's Hill, enquanto os tanques, sem apoio de infantaria, estavam todos nocauteados até o meio da tarde. Na cidade, os atacantes fizeram pouco progresso e, no geral, a iniciativa foi passada para os alemães cujas posições perto de Castle Hill, que era a porta de entrada para a posição em Monastery Hill, prejudicavam qualquer perspectiva de sucesso inicial.
Em 20 de março, Freyberg comprometeu elementos da 78.ª Divisão de Infantaria na batalha; em primeiro lugar, para proporcionar uma maior presença de tropas na cidade, para que as áreas limpas não fossem filtradas pelos alemães e, em segundo lugar, para reforçar a Colina do Castelo para permitir que as tropas fossem liberadas para fechar as duas rotas entre a Colina do Castelo e os Pontos 175 e 165 usados pelos alemães para reforçar os defensores na cidade. Os comandantes aliados sentiram que estavam à beira do sucesso, enquanto as lutas sombrias continuavam até 21 de março. No entanto, os defensores foram resolutos e o ataque ao ponto 445 para bloquear a rota de reforço alemã fracassou por pouco enquanto na cidade os ganhos dos Aliados eram medidos apenas casa por casa.
Em 23 de março, Alexander se reuniu com seus comandantes. Uma série de opiniões foi expressa quanto à possibilidade de vitória, mas era evidente que as divisões da Nova Zelândia e da Índia estavam esgotadas. Freyberg estava convencido de que o ataque não poderia continuar e ele cancelou. A 1.ª Divisão alemã de Paraquedistas tinha tomado um golpe, mas resistiu.

### Consequência

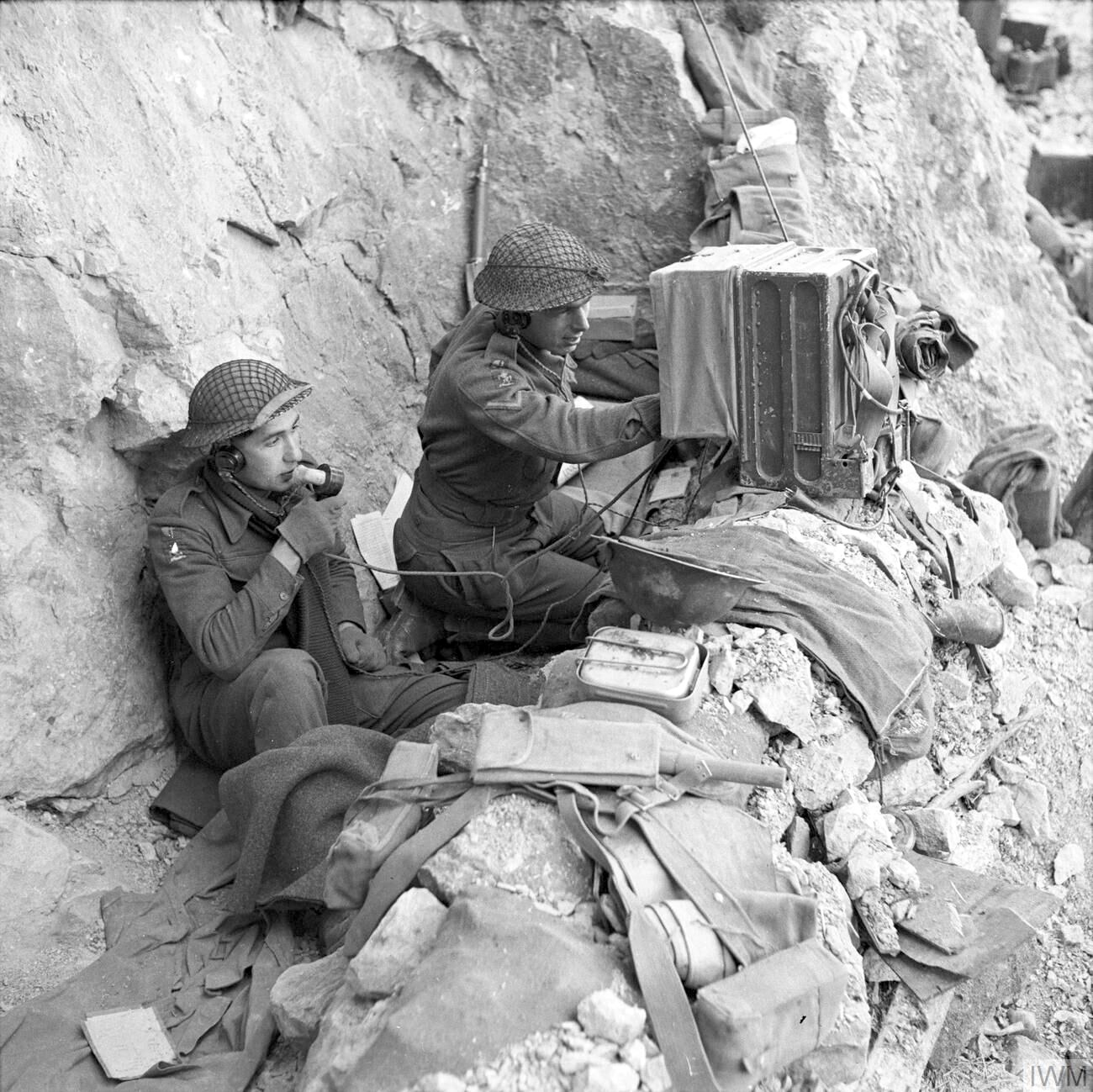
Sinalizadores do 6.º Batalhão, Queen's Own Royal West Kent Regiment usando um rádio em um esconderijo em Monastery Hill

Os três dias seguintes foram gastos estabilizando a frente, retirando os gurkhas isolados de Hangman's Hill e o destacamento do 24.º Batalhão da Nova Zelândia, que mantinha o Ponto 202 em isolamento semelhante. A linha Aliada foi reorganizada com a 4.ª Divisão Indiana esgotada e a 2.ª Divisão da Nova Zelândia retiradas e substituídas respectivamente nas montanhas pela 78.ª Divisão Britânica e na cidade pela 1.ª Brigada Britânica de Guardas. O quartel-general do Corpo da Nova Zelândia foi desmontado em 26 de março e o controle foi assumido pelo XIII Corpo britânico. Em seu tempo na linha de frente de Cassino, a 4.ª Divisão Indiana havia perdido 3 000 homens e a 2.ª Divisão da Nova Zelândia 1 600, entre mortos, desaparecidos e feridos.
Os defensores alemães também pagaram um preço alto. O Diário de Guerra do XIV Corpo alemão, de 23 de março, observou que os batalhões na linha de frente tinham forças que variavam entre 40 e 120 homens.

## Quarta e última batalha

Plano de ataque da Operação Diadema

### A estratégia de Alexander
A estratégia de Alexander na Itália era "forçar o inimigo a comprometer o número máximo de divisões na Itália no momento em que a invasão através do Canal [da Normandia] fosse lançada". As circunstâncias lhe deram tempo para preparar uma grande ofensiva para conseguir isso. Seu plano, originalmente inspirado na ideia de Juin de dar a volta em Cassino e tomar o Aurunci com as suas tropas de montanha para romper a Linha Gustav, era transferir o grosso do Oitavo Exército britânico, comandado pelo tenente-general Oliver Leese, da Frente adriática através da espinha dorsal de Itália para se juntar ao Quinto Exército de Clark e atacar ao longo de uma frente de 32 km entre Cassino e o mar. O Quinto Exército (II Corpo dos Estados Unidos e o Corpo Expedicionário Francês) ficaria à esquerda e o Oitavo Exército (XIII Corpo britânico e o II Corpo Polonês) à direita. Com a chegada da Primavera, as condições do terreno melhoraram e seria possível implantar grandes formações e blindados de forma eficaz.

### Planejamento e preparação
O plano para a Operação Diadema era que o II Corpo dos Estados Unidos à esquerda atacasse a costa ao longo da linha da Rota 7 em direção a Roma. O Corpo Francês à sua direita atacaria da ponte sobre o rio Garigliano originalmente criado pelo X Corpo britânico na primeira batalha de janeiro nas Montanhas Aurunci, que formavam uma barreira entre a planície costeira e o Vale do Liri. O XIII Corpo britânico, no centro à direita da frente, atacaria ao longo do vale do Liri. À direita, o II Corpo Polonês (3.ª e 5.ª Divisões), comandado pelo tenente-general Władysław Anders, havia aliviado a 78.ª Divisão Britânica nas montanhas atrás de Cassino em 24 de abril e tentaria a tarefa que havia derrotado a 4.ª Divisão Indiana em fevereiro: isolar o mosteiro e empurre-o para trás no vale do Liri para se conectar com o impulso do XIII Corpo e comprimir a posição de Cassino. Esperava-se que, sendo uma força muito maior do que seus antecessores da 4.ª Divisão Indiana, eles pudessem saturar as defesas alemãs que, como resultado, seriam incapazes de dar fogo de apoio às posições uns dos outros. Melhor clima, condições do solo e suprimento também seriam fatores importantes. Mais uma vez, as manobras de aperto do corpo polonês e britânico foram fundamentais para o sucesso geral. O I Corpo canadense seria mantido em reserva, pronto para explorar o avanço esperado. Uma vez derrotado o 10.º Exército alemão, o VI Corpo dos Estados Unidos sairia da praia de Anzio para interromper os alemães em retirada nas colinas Albanas.
Os grandes movimentos de tropas necessários para isso levaram dois meses para serem executados. Eles tiveram que ser realizados em pequenas unidades para manter sigilo e surpresa. A 36.ª Divisão dos Estados Unidos foi enviada para simular um assalto anfíbio, onde placas de sinalização e emissões fictícias de sinais de rádio foram criados para dar a impressão de que uma operação anfíbia estava sendo planejada para o norte de Roma. Isso foi planejado para manter as reservas alemãs retidas na Linha Gustav. Os movimentos das tropas nas áreas avançadas estavam confinados às horas de escuridão e as unidades blindadas que se moviam da frente do Adriático deixaram para trás tanques e veículos fictícios, de modo que as áreas desocupadas pareciam inalteradas para o reconhecimento aéreo inimigo. O embuste foi bem sucedido. Ainda no segundo dia da batalha final de Cassino, Kesselring estimou que os Aliados tinham seis divisões enfrentando suas quatro na frente de Cassino. De fato, havia treze.

### Batalha

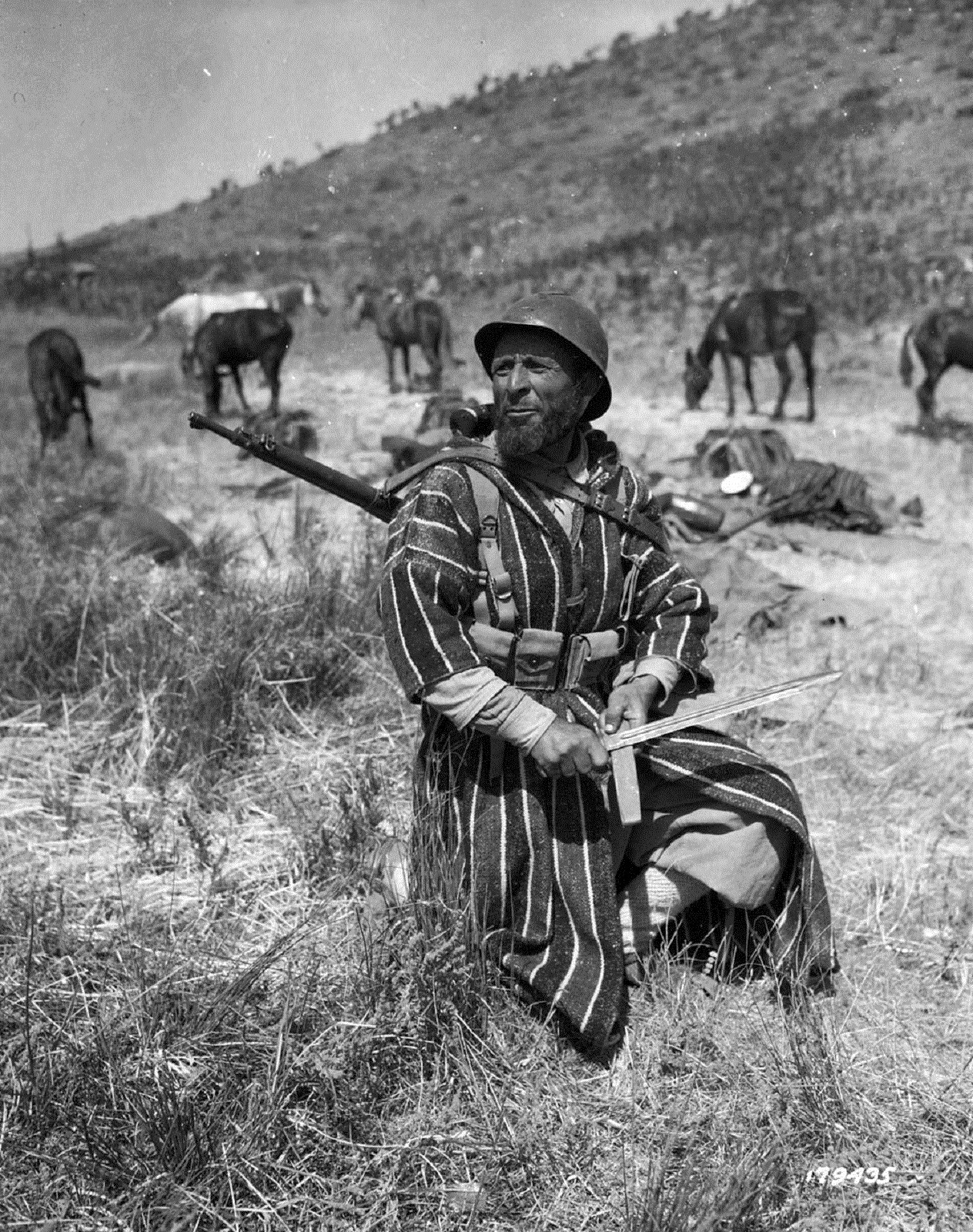
Goumier marroquino

O primeiro ataque (11 a 12 de maio) em Cassino iniciou às 23h00 com um bombardeio de artilharia maciço com 1 060 canhões na frente do Oitavo Exército e 600 canhões na frente do Quinto Exército, tripulados por britânicos, americanos, poloneses, neozelandeses, sul-africanos e franceses. Em uma hora e meia, o ataque estava em movimento nos quatro setores. À luz do dia, o II Corpo dos Estados Unidos havia feito pouco progresso, mas seus colegas do Quinto Exército, o Corpo Expedicionário Francês, alcançaram seus objetivos e se espalharam nas montanhas Aurunci em direção ao Oitavo Exército à sua direita, assumindo as posições alemãs entre os dois exércitos. Na frente do Oitavo Exército, o XIII Corpo britânico havia feito duas travessias fortemente opostas ao rio Garigliano (pela 4.ª Divisão de Infantaria Britânica e pela 8.ª Divisão Indiana). De forma crucial, os engenheiros da 8.ª Divisão Indiana de Dudley Russell tinham conseguido, pela manhã, construir uma ponte sobre o rio, permitindo que os tanques da 1.ª Brigada Blindada canadense atravessasse e fornecesse o elemento vital (não obtido pelos americanos na primeira batalha e pelos neozelandeses na segunda) para combater os inevitáveis contra-ataques dos tanques alemães que viriam.

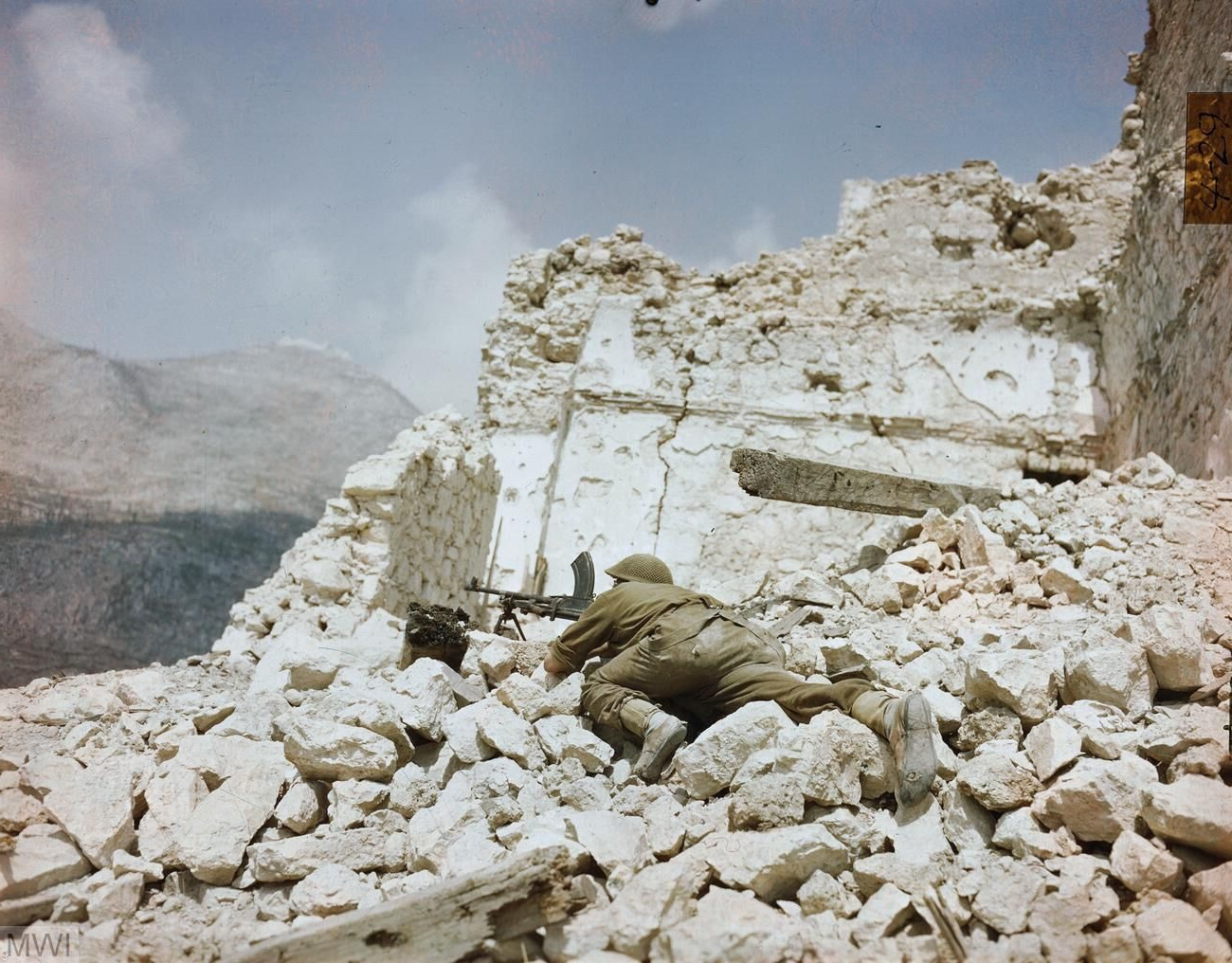
Soldado britânico com uma metralhadora Bren nas ruínas de Monte Cassino

Nas montanhas acima de Cassino, o apropriadamente chamado Monte Calvário (Monte Calvario, ou Ponto 593 na Snakeshead Ridge) foi tomado pelos poloneses apenas para ser recuperado pelos paraquedistas alemães. Por três dias, os ataques poloneses e contra-ataques alemães trouxeram pesadas perdas para os dois lados. O Corpo Polonês II perdeu 281 oficiais e 3 503 soldados em ataques ao 4.º Regimento de Paraquedistas comandado pelo Oberst Ludwig Heilmann, até que os ataques foram cancelados. "Apenas oitocentos alemães conseguiram desencadear ataques por duas divisões". Nas primeiras horas da manhã de 12 de maio, as divisões de infantaria polonesa foram recebidas com "um fogo de morteiros, artilharia e pequenas armas tão devastador que os principais batalhões foram praticamente exterminados".
Na tarde de 12 de maio, as cabeças de ponte no rio Gari tinham aumentando, apesar dos furiosos contra-ataques, enquanto o atrito na costa e nas montanhas continuava. Em 13 de maio, a pressão começava a fazer-se sentir. A ala direita alemã começou a ceder lugar ao Quinto Exército. O Corpo Francês havia capturado o Monte Maio e agora estava em posição de prestar assistência material ao Oitavo Exército no vale do Liri, contra quem Kesselring jogara todas as reservas disponíveis para ganhar tempo para mudar para sua segunda posição defensiva preparada, a Linha Hitler, cerca de 13 km à retaguarda. Em 14 de maio, os goumiers marroquinos, viajando pelas montanhas paralelas ao vale do Liri, terreno indefeso porque não se pensava possível atravessar tal terreno, flanquearam a defesa alemã enquanto ajudavam materialmente o XIII Corpo no vale. Em 1943, os goumiers eram tropas coloniais formadas por quatro Groupements des Tabors Marocains ("Grupos de Tabors marroquinos"; GTM), cada uma consistindo em três Tabors vagamente organizados (aproximadamente equivalente a um batalhão) especializados em guerra nas montanhas. O Corpo Expedicionário Francês de Juin consistia do Commandement des Goums Marocains ("Comando de Goumiers marroquinos"; CGM) (com o 1.º, 3.º e 4.º GTM) do general Augustin Guillaume, totalizando cerca de 7 800 combatentes, em geral a mesma força de infantaria como uma divisão e mais quatro divisões convencionais: a 2.ª Divisão de Infantaria Marroquina (2 DIM), a 3.ª Divisão de Infantaria da Argélia (3 DIA), a 4.ª Divisão de Montanha Marroquina (4 DMM) e a 1.ª Divisão Francesa Livre (1 DM).
Clark também prestou homenagem aos goumiers e aos regulares marroquinos das unidades Tirailleur:
Apesar da forte resistência do inimigo, a 2.ª Divisão Marroquina penetrou na Linha Gustave [sic] em menos de dois dias de luta. As próximas 48 horas na frente francesa foram decisivas. Os goumiers empunhando facas invadiram as colinas, particularmente à noite e toda a força do general Juin mostrou uma agressividade hora após hora que os alemães não conseguiram suportar. Cerasola, San Giorgio, Monte D'Oro, Ausonia e Esperia foram apreendidos em um dos avanços mais brilhantes e ousados da guerra na Itália ... Por essa performance, que seria a chave para o sucesso de toda a campanha em Roma, sempre serei um admirador agradecido do general Juin e de seu magnífico FEC.
Em 15 de maio, a 78.ª Divisão britânica entrou na linha da reserva do XIII Corpo britânico passando pelas divisões de cabeça de ponte para executar o movimento de giro e isolar Cassino do vale do Liri.
Em 17 de maio, o II Corpo polonês lançou seu segundo ataque a Monte Cassino. Sob fogo constante de artilharia e morteiros das posições alemãs fortemente posicionadas e com pouca cobertura natural para proteção, a luta foi feroz e às vezes de corpo a corpo. Com sua linha de suprimento ameaçada pelo avanço dos Aliados no vale do Liri, os alemães decidiram se retirar das alturas de Cassino para as novas posições defensivas na linha Hitler. Nas primeiras horas de 18 de maio, a 78.ª Divisão britânica e o II Corpo polonês se uniram no vale do Liri, 3,2 km a oeste da cidade de Cassino. Nos terrenos altos de Cassino, os sobreviventes da segunda ofensiva polonesa ficaram tão maltratados que "levou algum tempo para encontrar homens com força suficiente para subir algumas centenas de metros até o cume". Uma patrulha do 12.º Regimento de Cavalaria polonês finalmente chegou ao topo e levantou uma bandeira polonesa sobre as ruínas. Os únicos remanescentes dos defensores eram um grupo de trinta feridos alemães que não puderam se movimentar.

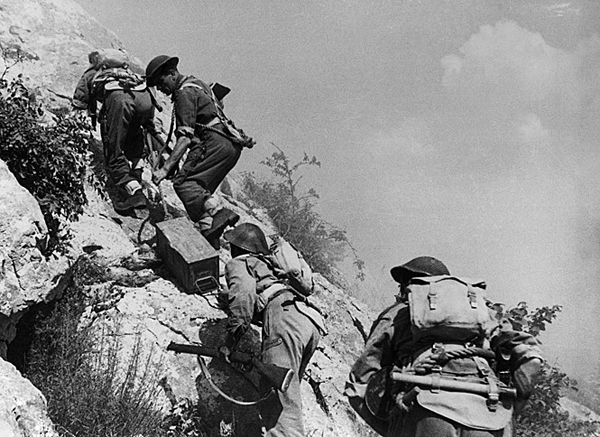
Soldados poloneses carregam munição para a linha de frente pouco antes da captura da abadia
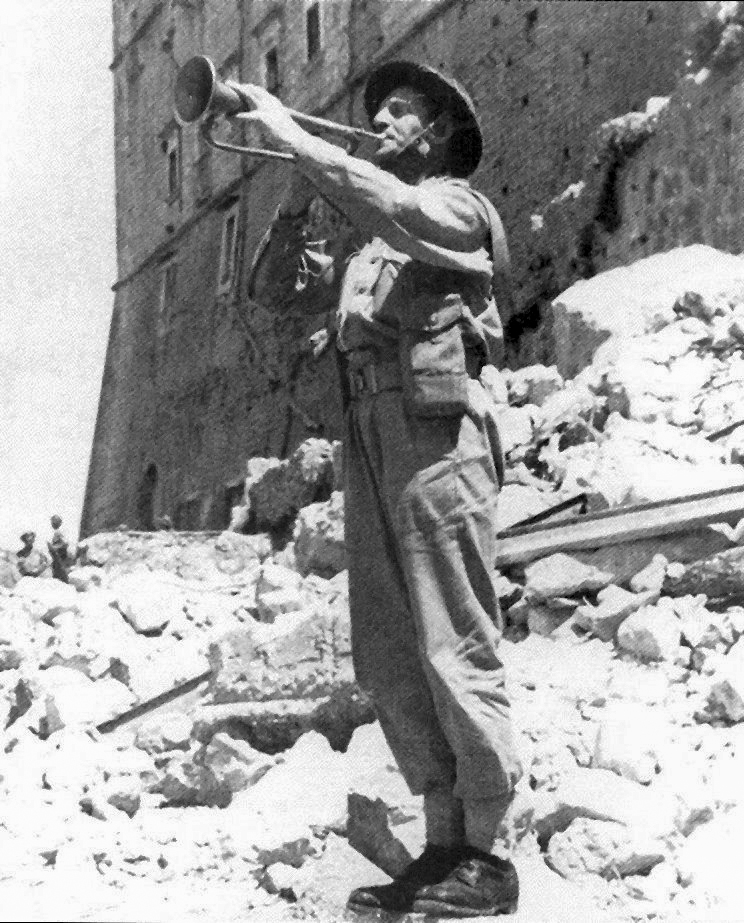
Um corneteiro polonês toca o Hejnał mariacki, anunciando a vitória
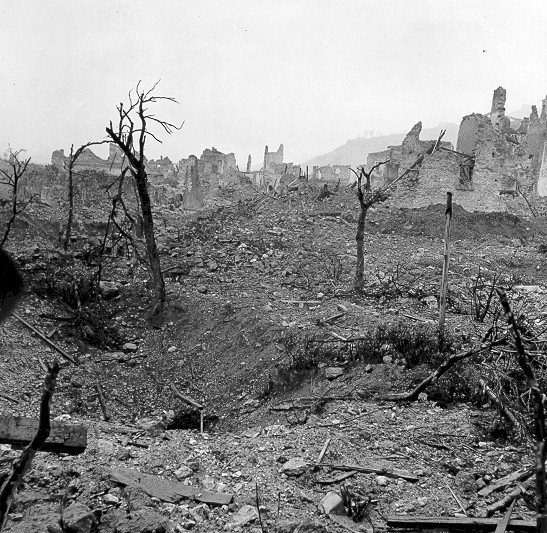
Ruínas da cidade de Cassino após a batalha

## Consequência

### Linha Hitler

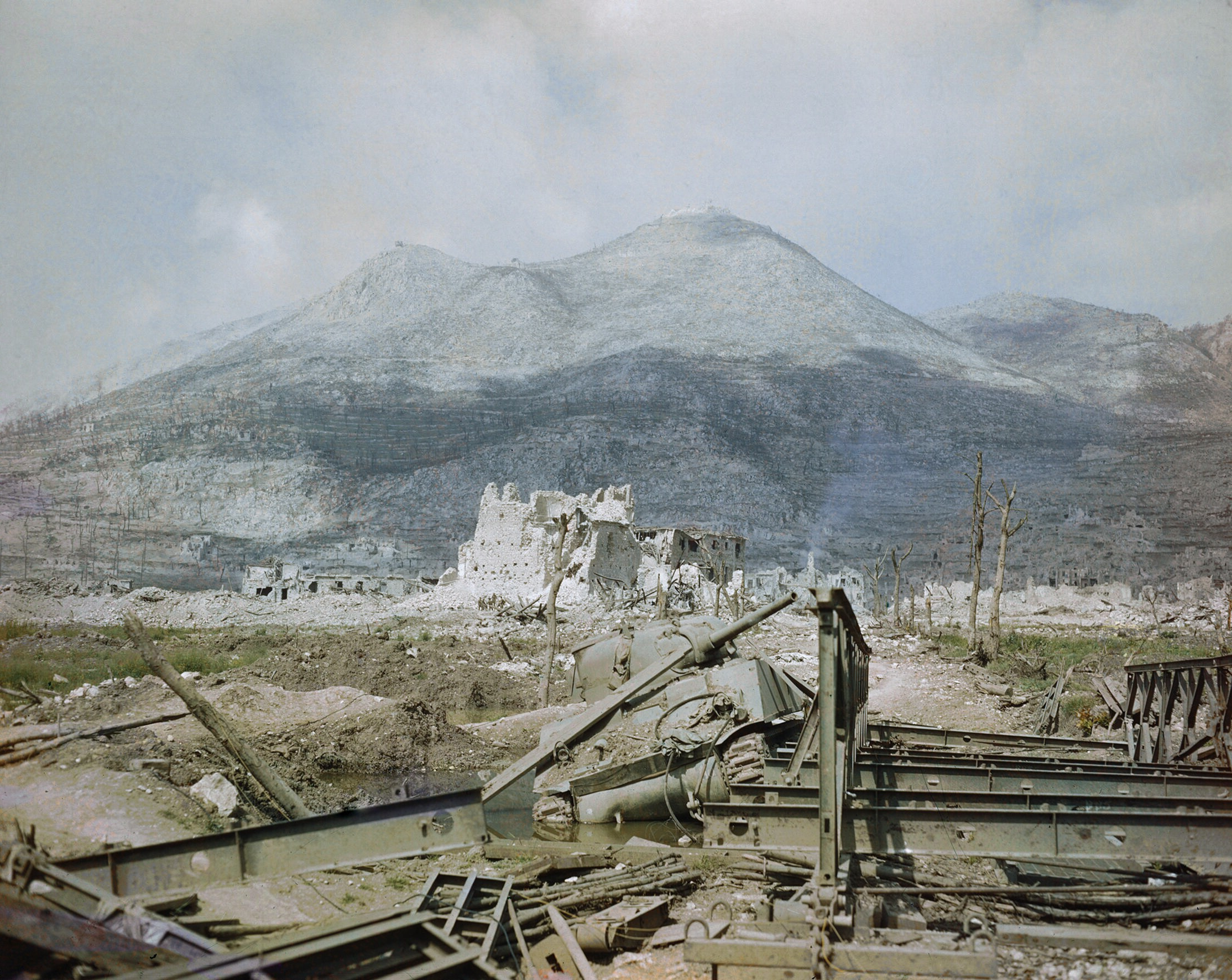
As ruínas da cidade de Cassino, um tanque Sherman destruído e a ponte Bailey em primeiro plano, com o Monastery Ridge e o Castle Hill em segundo plano

As unidades do Oitavo Exército avançaram pelo vale do Liri e o Quinto Exército pela costa até a linha defensiva Hitler (renomeada Linha Senger por insistência de Hitler para minimizar o significado caso fosse penetrada). Um ataque de seguimento imediato falhou e o Oitavo Exército decidiu levar algum tempo para se reorganizar. A passagem de 20 000 veículos e 2 000 tanques pela Linha Gustav já foi um trabalho importante, levando vários dias. O próximo ataque à Linha começou em 23 de maio, com o II Corpo polonês atacando Piedimonte San Germano (defendido pela temível 1.ª Divisão de Paraquedistas alemã) à direita e a 1.ª Divisão de Infantaria canadense (recém-chegada do Oitava Exército) no centro. Em 24 de maio, os canadenses haviam rompido a Linha e a 5.ª Divisão canadense (Blindada) abriu caminho. Em 25 de maio, os poloneses tomaram Piedimonte e a Linha entrou em colapso. O caminho estava livre para o avanço para o norte, para Roma e além.

### Anzio
Quando os canadenses e poloneses lançaram seu ataque em 23 de maio, o major-general Lucian Truscott, que substituiu Lucas como comandante do VI Corpo dos Estados Unidos em fevereiro, lançou um ataque em duas frentes usando cinco (três americanas e duas britânicas) das sete divisões na cabeça de praia em Anzio. O 14.º Exército alemão, não tinha divisões blindadas para deter esse ataque, porque Kesselring havia enviado seus tanques para o sul para ajudar o 10.º Exército alemão na ação de Cassino. Uma única divisão blindada, a 26.ª Panzer, estava em trânsito do norte da capital italiana, onde tinha sido mantida, antecipando o desembarque marítimo inexistente que os Aliados haviam simulado e, portanto, não estava disponível para o combate.

### Clark captura Roma, mas não consegue deter o Décimo Exército alemão
Em 25 de maio, com o 10.º Exército alemão em retirada total, o VI Corpo de Truscott estava, como planejado, dirigindo-se para o leste para impedi-los. No dia seguinte, eles estariam na linha de retirada e o 10.º Exército, com todas as reservas de Kesselring comprometidas com eles, estaria encurralado. Nesse ponto, surpreendentemente, Clark ordenou a Truscott que mudasse a sua linha de ataque de uma linha nordeste para Valmontone, na Rota 6, para uma linha noroeste, diretamente para Roma. As razões para a decisão de Clark não são claras e a controvérsia envolve a questão. A maioria dos comentaristas aponta para a ambição de Clark de ser o primeiro a chegar a Roma, embora alguns sugiram que ele estava preocupado em dar um descanso necessário a suas tropas desgastadas (apesar da nova direção de ataque exigir que suas tropas fizessem um ataque frontal às defesas preparadas pelos alemães na Linha César). Truscott escreveu mais tarde em suas memórias que Clark "temia que os britânicos estivessem tramando planos desonestos para serem os primeiros a chegar a Roma", um sentimento um pouco reforçado nos escritos de Clark. No entanto, o general Alexander, comandante em chefe da AAI, havia estabelecido claramente os limites do Exército antes da batalha e Roma foi alocada para o Quinto Exército. O Oitavo Exército britânico de Leese era constantemente lembrado de que seu trabalho era envolver o 10.º Exército, destruir o máximo possível e, em seguida, contornar Roma para continuar a busca em direção ao norte (o que de fato eles fizeram, atormentando o 10.º Exército em retirada por 362 km em direção a Perugia em 6 semanas).
Na época, Truscott ficou chocado, escrevendo mais tarde
... fiquei pasmo. Não era a hora de se dirigir para o noroeste, onde o inimigo ainda era forte; deveríamos concentrar nosso poder máximo no Valmontone Gap para garantir a destruição do exército alemão em retirada. Eu não cumpriria a ordem sem antes falar com o general Clark pessoalmente. ... [No entanto] ele não estava na cabeça de praia e não podia ser alcançado nem pelo rádio. ... foi a ordem que desviou o principal esforço das forças de cabeça de praia do Valmontone Gap e impediu a destruição do Décimo Exército. No dia 26, a ordem foi efetivada.
Ele passou a escrever
Nunca houve nenhuma dúvida em minha mente que, se o general Clark tivesse cumprido fielmente as instruções do general Alexander, se ele não tivesse mudado a direção do meu ataque para o noroeste em 26 de maio, os objetivos estratégicos de Anzio teriam sido cumpridos na íntegra. Ser o primeiro em Roma era uma compensação insuficiente por essa oportunidade perdida.
De fato, a oportunidade foi perdida e sete divisões do 10.º Exército conseguiram chegar à próxima linha de defesa, a Linha Trasimene, onde foram capazes de se conectar ao 14.º Exército e, em seguida, fazer uma retirada de combate para a formidável Linha Gótica ao norte de Florença.
Roma foi capturada em 4 de junho de 1944, apenas dois dias antes da invasão da Normandia.

## Condecorações de batalha

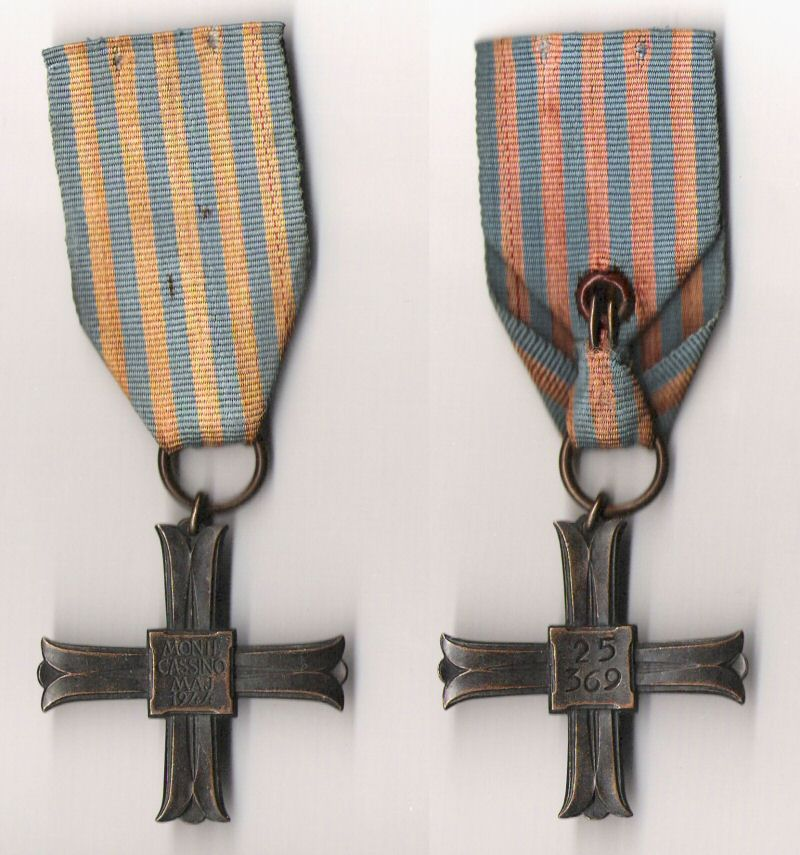
Cruz Comemorativa Polonesa de Monte Cassino

Algumas unidades que participaram da primeira parte da campanha foram premiadas com a honra de batalha "Cassino I". Além disso, foram atribuídas honras de batalha subsidiárias a algumas unidades que participaram em compromissos específicos durante a primeira parte. Estas foram a Monastery Hill, a Castle Hill e a Hangman's Hill.
As unidades que participaram da última parte da batalha receberam a distinção "Cassino II".
Todos os membros das unidades polonesas receberam a Cruz Comemorativa de Monte Cassino.

## Baixas
A captura do Monte Cassino teve um preço alto. Os Aliados sofreram cerca de 55 000 baixas na campanha de Monte Cassino. Os números de perdas alemãs são estimados em cerca de 20 000 mortos e feridos. O total de baixas dos Aliados, no período das quatro batalhas de Cassino e da campanha de Anzio, com a subsequente captura de Roma em 5 de junho de 1944, ultrapassou 105 000.
A cidade de Cassino foi completamente arrasada pelos bombardeios aéreos e de artilharia (especialmente pelo ataque aéreo de 15 de março de 1944, quando 1 250 toneladas de bombas foram lançadas sobre a cidade,) e dos seus 20 000 habitantes de antes da guerra, 2 026 foram mortos durante os ataques e a batalha.

## Legado

### Evacuação e tesouros
No decorrer das batalhas, a antiga abadia de Monte Cassino, onde São Bento estabeleceu pela primeira vez a Regra que ordenava o monasticismo no Ocidente, foi totalmente destruída pelos bombardeios aliados e barragens de artilharia em fevereiro de 1944.

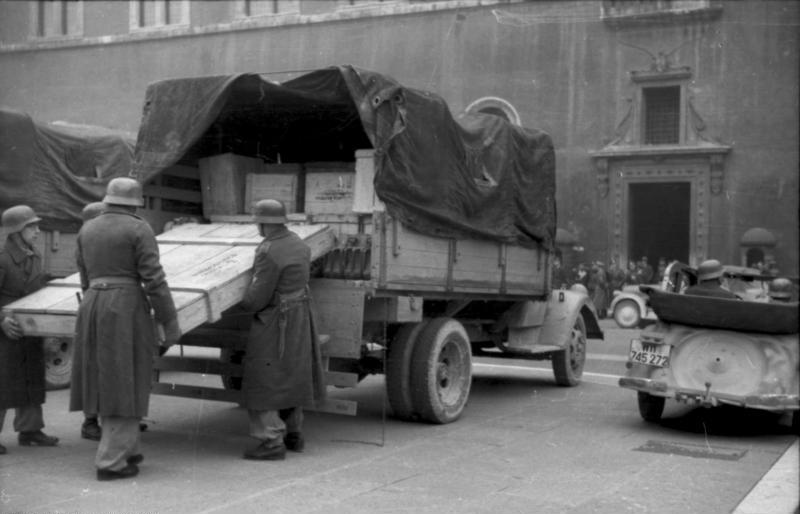
Descarregamento da obras de arte de Monte Cassino na Piazza Venezia em Roma

Durante os meses anteriores, no outono italiano de 1943, dois oficiais da Divisão Panzer Hermann Göring, o capitão Maximilian Becker e o tenente-coronel Julius Schlegel, propuseram a remoção dos tesouros de Monte Cassino para o Castel Sant'Angelo, de propriedade do Vaticano, antes da aproximação do fronte. Os oficiais convenceram as autoridades da igreja e seus próprios comandantes a usar os caminhões e o combustível da divisão para o empreendimento. Eles tiveram que encontrar o material necessário para caixotes e caixas, encontrar carpinteiros entre suas tropas, recrutar trabalhadores locais (a serem pagos com rações de comida mais vinte cigarros por dia) e depois gerenciar o "trabalho maciço de evacuação centrado na biblioteca e arquivo", um tesouro "literalmente incalculável". A riqueza dos arquivos, biblioteca e pinturas da abadia incluía "800 documentos papais, 20 500 volumes na Biblioteca Antiga, 60 000 na Nova Biblioteca, 500 incunábulos, 200 manuscritos em pergaminho, 100 000 impressões e coleções separadas". Os primeiros caminhões, carregando pinturas de antigos mestres italianos, estavam prontos para partir a menos de uma semana desde o dia em que Becker e Schlegel chegaram a Monte Cassino. Cada veículo carregava monges para Roma como escolta; em mais de 100 caminhões carregados, os comboios salvaram a comunidade monástica da abadia. A tarefa foi concluída nos primeiros dias de novembro de 1943. "Em três semanas, no meio de uma guerra perdida, em outro país, foi um feito e tanto". Após uma missa na basílica, o abade Gregorio Diamare apresentou formalmente os rolos de pergaminho em latim ao general Paul Conrath, ao tribuno militum Julio Schlegel e Maximiliano Becker medecinae doctori "por resgatar os monges e tesouros da abadia de Monte Cassino".
Entre os tesouros removidos estavam Ticianos, um El Greco e dois Goyas.

### Um Cântico para Leibowitz
O escritor americano Walter M. Miller, Jr., católico, serviu como parte de uma equipe de bombardeiros que participou da destruição do antigo mosteiro de Monte Cassino. Como Miller afirmou, essa experiência o influenciou profundamente e resultou diretamente em sua escrita, uma década depois, no livro Um Cântico para Leibowitz, considerado uma obra-prima da ficção científica. O livro descreve uma futura ordem de monges que vivem após uma guerra nuclear devastadora, e dedicado à missão de preservar o que resta do conhecimento científico do homem até o dia em que o mundo exterior estiver novamente pronto para isso.

### Comentários da história militar dos Estados Unidos
A posição oficial do governo dos Estados Unidos sobre a ocupação alemã de Monte Cassino mudou ao longo de um quarto de século. A afirmação de que o uso alemão da abadia era "irrefutável" foi removida do registro em 1961 pelo Escritório do Chefe da História Militar. Uma investigação do Congresso no mesmo escritório, no 20.º aniversário do atentado, declarou: "Parece que nenhuma tropa alemã, exceto um pequeno destacamento da polícia militar, estava realmente dentro da abadia" antes do atentado. A mudança final no registro oficial do Exército dos Estados Unidos foi feita em 1969 e concluiu que "a abadia estava realmente desocupada pelas tropas alemãs".

### Marocchinate
No dia seguinte à batalha, os goumiers, tropas coloniais marroquinas francesas ligadas às forças expedicionárias francesas, foram acusados de estupro e assassinato pelas colinas circundantes. Algumas dessas unidades foram acusadas de cometer atrocidades contra as comunidades camponesas italianas na região. Na Itália, as vítimas desses atos foram descritas como Marocchinate, que significa literalmente "marroquinato" (ou pessoas que foram submetidas a atos cometidos por marroquinos).

### Túmulos e memoriais de guerra

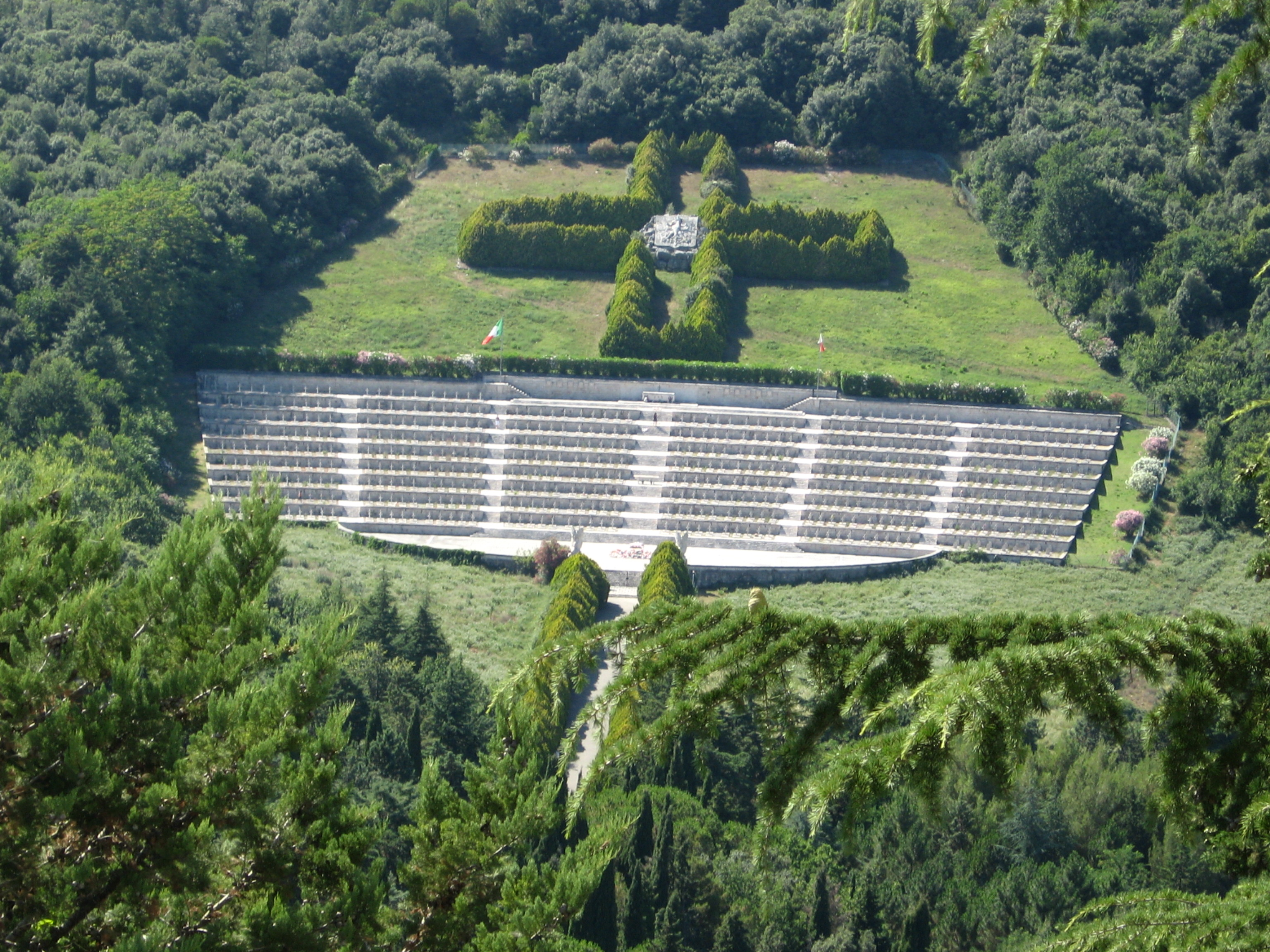
Monte Cassino: o Cemitério de Guerra Polonês
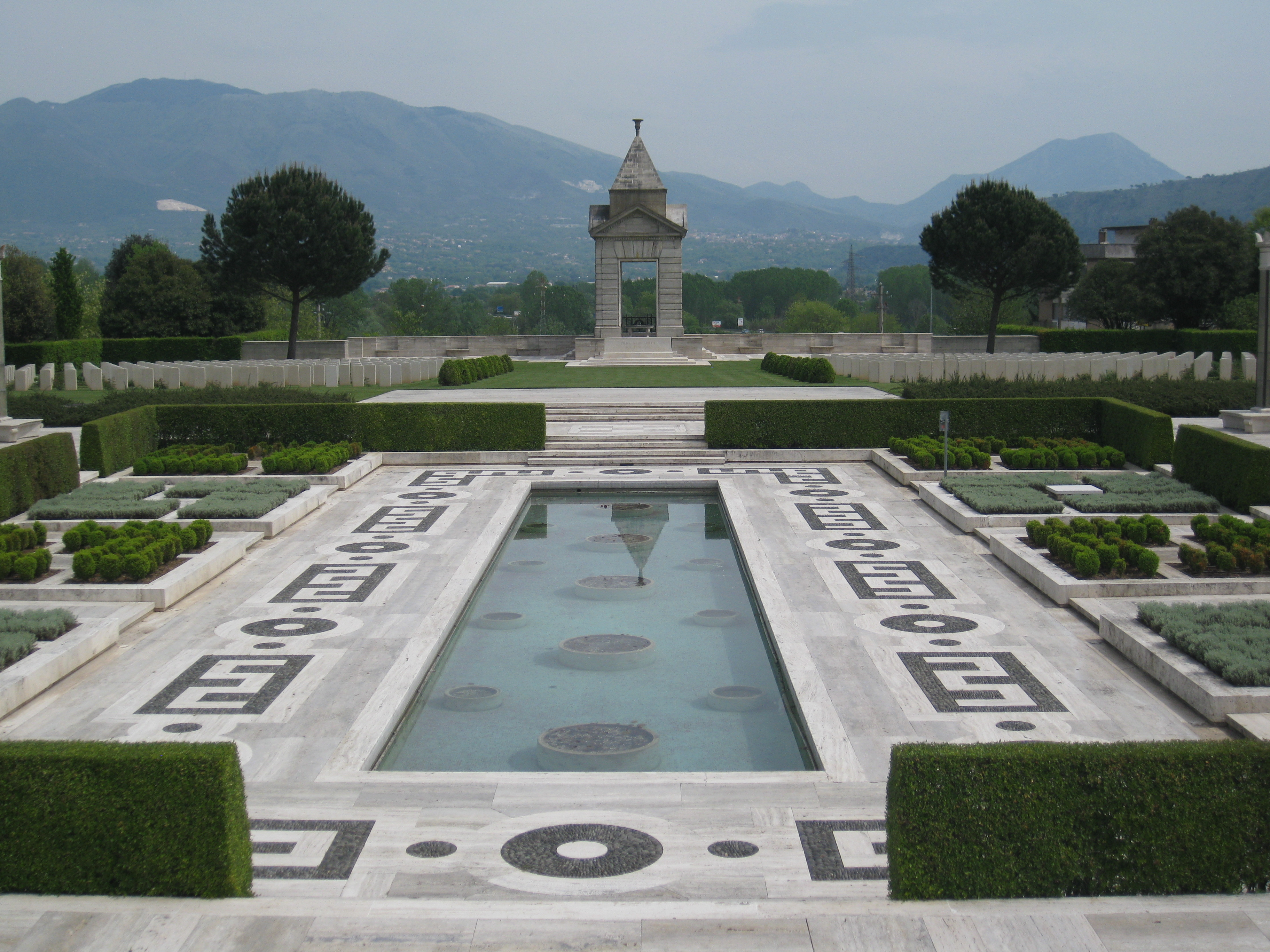
Cemitério da Commonwealth

Imediatamente após o cessar dos combates em Monte Cassino, o Governo polonês no exílio (em Londres) criou a cruz da campanha de Monte Cassino para comemorar a parte polonesa na captura do ponto estratégico. Foi também nessa época que o compositor polonês Feliks Konarski, que participou dos combates no local, escreveu seu hino "Czerwone maki na Monte Cassino" ("As papoulas vermelhas em Monte Cassino"). Mais tarde, foi estabelecido um imponente cemitério polonês; isso é visível para quem inspeciona a área a partir do mosteiro restaurado. O cemitério polonês é o mais próximo de todos os cemitérios aliados na área; uma honra dada aos poloneses como suas unidades são os creditados com a libertação da abadia.
O cemitério da Commonwealth War Graves, nos arredores ocidentais de Cassino, é um cemitério de vítimas britânicas, neozelandesas, canadenses, indianas, gurkha, australianas e sul-africanas. Os corpos de franceses e italianos estão na Rota 6, no vale do Liri; os americanos estão no cemitério e memorial americano Sicília-Roma, em Nettuno. O cemitério alemão fica a aproximadamente 3,2 km ao norte de Cassino, no vale do Rapido.
Na década de 1950, uma subsidiária da Pontificia Commissione di Assistenza distribuiu "Lamparinas da Fraternidade", colocadas nas portas de bronze da abadia destruída, a representantes de nações que haviam servido de ambos os lados da guerra para promover a reconciliação.
Em 1999, um monumento comemorativo da Batalha de Monte Cassino foi inaugurado em Varsóvia e está localizado próximo à rua com o nome de Władysław Anders.
Em 2006, um memorial foi inaugurado em Roma, em homenagem às forças aliadas que lutaram e morreram para capturar a cidade.

### Inglês
- Atkinson, Rick (2007). The Day of Battle: The War in Sicily and Italy, 1943–1944. Nova Iorque: Henry Holt. ISBN 0-8050-6289-0
- Blaxland, Gregory (1979). Alexander's Generals (the Italian Campaign 1944–1945). Londres: William Kimber. ISBN 0-7183-0386-5
- Bloch, Herbert (1979). The bombardment of Monte Cassino (February 14–16, 1944): A new appraisal. [S.l.]: Tipografia Italo-orientale
- Böhmler, Rudolf (1964). Monte Cassino: a German View. Londres: Cassell. OCLC 2752844
- Clark, Lloyd (2006). Anzio: The Friction of War. Italy and the Battle for Rome 1944. Londres: Headline Publishing. ISBN 978-0-7553-1420-1
- Davis, Norman (1982). God's playground, volume II. [S.l.]: Columbia University Press. ISBN 0-231-05352-5
- d'Este, Carlo (1991). Fatal Decision: Anzio and the Battle for Rome. Nova Iorque: Harper. ISBN 0-06-015890-5
- Ellis, John (2003). Cassino: The Hollow Victory: The Battle for Rome January–June 1944. [S.l.]: Aurum Press. ISBN 1-85410-916-2
- Forty, George (2004). Battle For Monte Cassino. [S.l.]: Ian Allan Publishing. ISBN 0-7110-3024-3
- Gooderson, Ian (2003). Cassino. Londres: Brassey's. ISBN 1-85753-324-0
- Hapgood, David; Richardson, David (2002) [1984]. Monte Cassino: The Story of the Most Controversial Battle of World War II reprint ed. Cambridge Mass.: Da Capo. ISBN 0-306-81121-9
- Hingston, W.G. (1946). The Tiger Triumphs: The Story of Three Great Divisions in Italy. [S.l.]: HMSO for the Government of India. OCLC 29051302
- Katz, Robert (2003). The Battle for Rome. [S.l.]: Simon & Schuster. ISBN 978-0-7432-1642-5
- Krząstek, Tadeusz (1984). Battle of Monte Cassino, 1944. [S.l.]: Polish Interpress Agency. OCLC 29396303
- Laurie, Clayton D. (3 de outubro de 2003) [1994]. Rome-Arno 1944. Col: The U.S. Army Campaigns of World War II. Washington: United States Army Center of Military History. ISBN 978-0-16-042085-6. CMH Pub 72-20
- Majdalany, Fred (1957). Cassino: Portrait of a Battle. Londres: Longmans, Green. OCLC 536746
- Molony, Brigadier C.J.C.; com Flynn, Captain F.C. (R.N.); Davies, Major-General H.L. & Gleave, Group Captain T.P. (2004) [1st. pub. HMSO:1973].  Butler, Sir James, ed. The Mediterranean and Middle East, Volume V: The Campaign in Sicily 1943 and The Campaign in Italy 3rd September 1943 to 31st March 1944. Col: History of the Second World War, United Kingdom Military Series. Uckfield, UK: Naval & Military Press. ISBN 1-84574-069-6
- Molony, Brigadier C.J.C.; with Flynn, Captain F.C. (R.N.); Davies, Major-General H.L. & Gleave, Group Captain T.P. (2004) [1st. pub. HMSO:1984].  Butler, Sir James, ed. The Mediterranean and Middle East, Volume VI: Victory in the Mediterranean, Part 1 – 1st April to 4th June 1944. Col: History of the Second World War, United Kingdom Military Series. Revised by Jackson, General Sir William. Uckfield, UK: Naval & Military Press. ISBN 1-84574-070-X
- Muhm, Gerhard: German Tactics in the Italian Campaign
- Olson, Lynne; Cloud, Stanley (2003). A Question of Honor. [S.l.]: Vintage. ISBN 0-375-72625-X
- Parker, Matthew (2004). Monte Cassino: The Hardest-Fought Battle of World War II. [S.l.]: Doubleday. ISBN 0-385-50985-5
- Phillips, N.C. (1957). Italy Volume I: The Sangro to Cassino. Col: Official History of New Zealand in the Second World War 1939–45. Wellington, New Zealand: War History Branch, Department of Internal Affairs. Consultado em 28 de novembro de 2007. Cópia arquivada em 17 de novembro de 2007
- Piekalkiewicz, Janusz (1987). Cassino: Anatomy of the Battle. Historical Times. [S.l.: s.n.] ISBN 0-918678-32-3
- Roberts, Geoffrey (1989). The Unholy Alliance. Stalin's Pact with Hitler. [S.l.]: Indiana University Press. ISBN 0253351170. OCLC 20016390
- Sanford, George (1999). Poland. The conquest of history. [S.l.]: Hardwood academic publishers. ISBN 90-5702-346-6
- Simpson, Albert F. (1983) [1951]. «Chapter 10. Anzio». In:  Craven, Wesley Frank; Cate, James Lea. Volume Three. Europe: Argument to V-E Day, January 1944 to May 1945. Section III – Italy. Col: The Army Air Forces in World War II. [S.l.]: University of Chicago Press on behalf of the Office of Airforce History. ISBN 978-0-912799-03-2. OCLC 314452493
- Singh, Sarbans (1993). Battle Honours of the Indian Army 1757 – 1971. New Delhi: Vision Books. ISBN 81-7094-115-6
- Smith, E. D. (1975). The Battles For Monte Cassino. Londres: Ian Allan. ISBN 0-7153-9421-5
- Smith, Col. Kenneth V. (c. 1990). Naples-Foggia 9 September 1943-21 January 1944. Col: U.S. Army Campaigns of World War II. Washington: United States Army Center of Military History. CMH Pub 72-17
- Squire, G.L.A.; Hill, P.G.E. (1992). The Surreys in Italy. Clandon, Surrey: The Queen's Royal Surrey Regiment Museum
- Stefancic, David (2005). Armies in exile. [S.l.]: Columbia University Press. ISBN 0-88033-565-3
- Vincent, Isabel (1997). Hitler's Silent Partners: Swiss Banks, Nazi Gold and the Pursuit of Justice. [S.l.]: William Morrow. ISBN 0688154255. OCLC 37187443
- Whiting, Charles (1974). Hunters from the Sky, The German Parachute Corps 1940–1945. Londres: Leo Cooper. OCLC 43073002

### Francês
- François Lescel (2002), Fédération des Amicales Régimentaires et des Anciens Combattants website article no. 366 (March 2002) "Goumiers, Goums, Tabors" em francês:

### Alemão
- Emmanuel Munding (1947): Der Untergang von Montecassino am 15. Febr. 1944. In: Zeugnis des Geistes. Gabe zum Benedictus=Jubiläum, 547–1947, Beiheft zum XXIII. Jg. der Benediktinischen Monatsschrift, Beuron: Beuroner Kunstverlag, p. 112–138.
- Katri'el Ben-Arie (1985). Die Schlacht bei Monte Cassino 1944. Freiburg im Breisgau: Rombach Verlag. ISBN 3-7930-0188-1
- Janusz Piekałkiewicz (1997). Die Schlacht von Monte Cassino. Zwanzig Völker ringen um einen Berg. Augsburg: Bechtermünz Verlag. ISBN 3-86047-909-1
- Heinz Konsalik (2004). Sie fielen vom Himmel. Klagenfurt: Kaiser. ISBN 3-7043-1329-7

### Italiano
- Gerhard Muhm, La tattica tedesca nella campagna d'Italia, in Linea gotica avamposto dei Balcani, a cura di Amedeo Montemaggi – Edizioni Civitas, Roma 1993
- Dal Volturno a Cassino, Le vicende, i luoghi e gli uomini che hanno segnato gli otto mesi più sanguinosi della Campagna d'Italia. em italiano:

### Polonês
- Adam Franciszek Studzinski (1998). Wspomnienia kapelana Pulku 4 Pancernego "Skorpion" spod Monte Cassino. [S.l.]: K & Z. ISBN 8386171049
- Melchior Wańkowicz (1993). Szkice spod Monte Cassino. [S.l.]: Wiedza Powszechna. ISBN 83-214-0913-X
- Melchior Wańkowicz (1989). Bitwa o Monte Cassino. Varsóvia: Wydawnictwa MON. ISBN 83-11-07651-0
- Melchior Wańkowicz (1990). Monte Cassino. Varsóvia: PAX. ISBN 83-211-1388-5
- vários autores (2000). Monte Cassino: historia, ludzie, pamięć [Monte Cassino: history, people, memory] (em polaco). [S.l.]: Askon. ISBN 83-87545-25-2
- vários autores (2004). Monte Cassino. Varsóvia: Askon. ISBN 83-87545-80-5
- Janusz Piekałkiewicz (2003). Monte Cassino. [S.l.]: Agencja Wydawnicza Morex. ISBN 83-7250-078-9
- Zbigniew Wawer (1994). Monte Cassino 1944. [S.l.]: Bellona. ISBN 83-11-08311-8

### Bielorrusso
- Piotra Sych (1963). Сьмерць і салаўі (Death and nightingales). [S.l.: s.n.]
- various (2004). Беларусы ў бітве за Монтэ-Касіна. Minsk: Беларускі кнігазбор. ISBN 985-6730-76-7